# مخطط القاهرة

في هذا المخطط التالي عرض عام ودليل موضوعي عن مدينة القاهرة :
|                     |  |  |
| شعار مدينة القاهرة. |  |  |

القاهرة –

## جغرافيا القاهرة
جغرافيا القاهرة
- القاهرة هي:
  - مدينة
    - عاصمة مصر
- سكان القاهرة: 9.153.135 نسمة
- مساحة القاهرة: 606   كم 2 (234 ميل مربع)

### موقع القاهرة
- تقع القاهرة في المناطق التالية:
  - نصف الكرة الشمالي ونصف الكرة الشرقي
    - أفريقيا
      - شمال أفريقيا
      - الصحراء الكبرى
        - الشرق الأوسط
          - مصر
            - مصر السفلى
              - محافظة القاهرة
                - القاهرة الكبرى
- المنطقة الزمنية :
  - توقيت مصر الرسمي ( UTC + 02 )
    - في الصيف: توقيت مصر الصيفي ( UTC + 03 )

### بيئة القاهرة

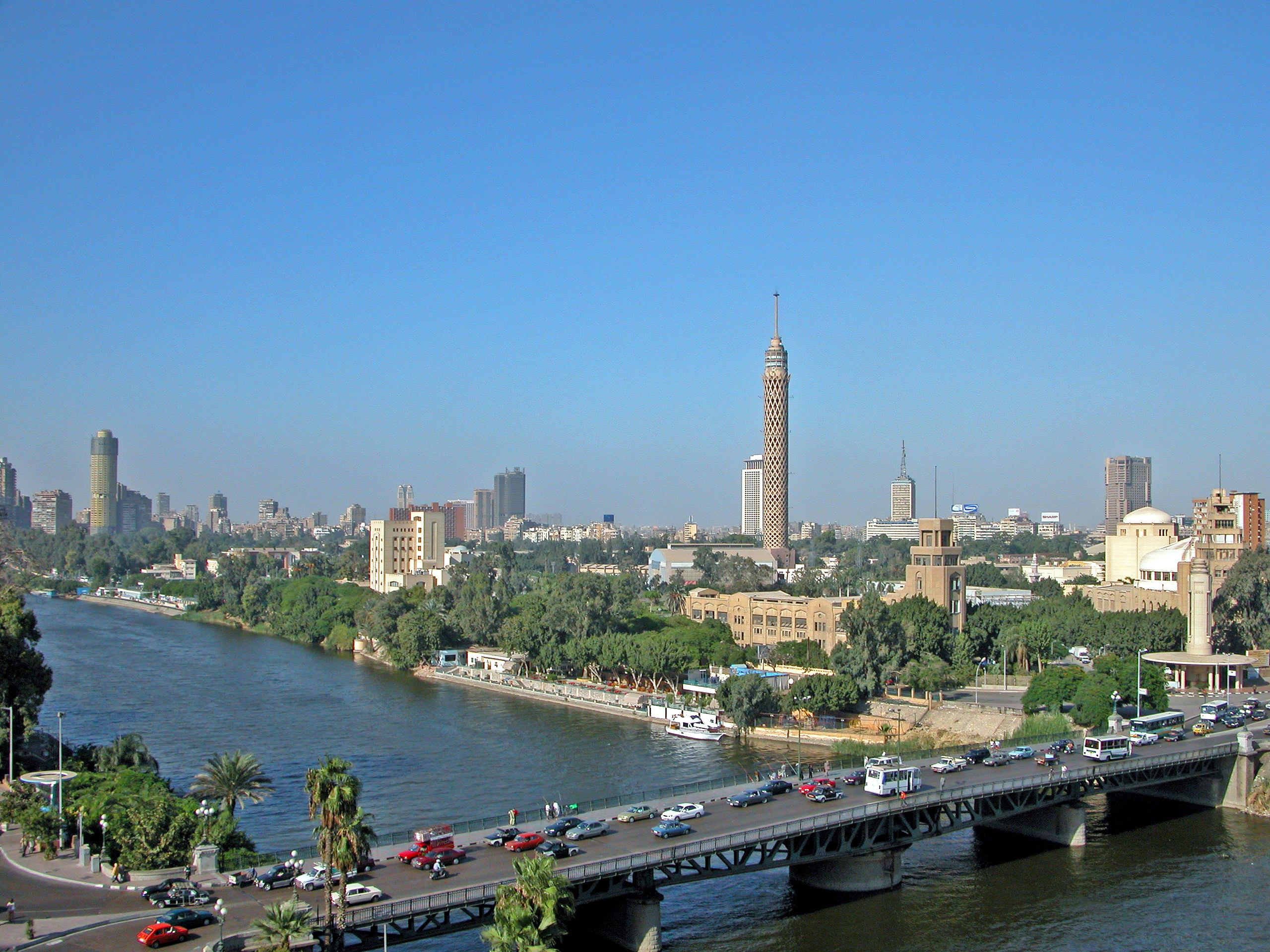
النيل في القاهرة.

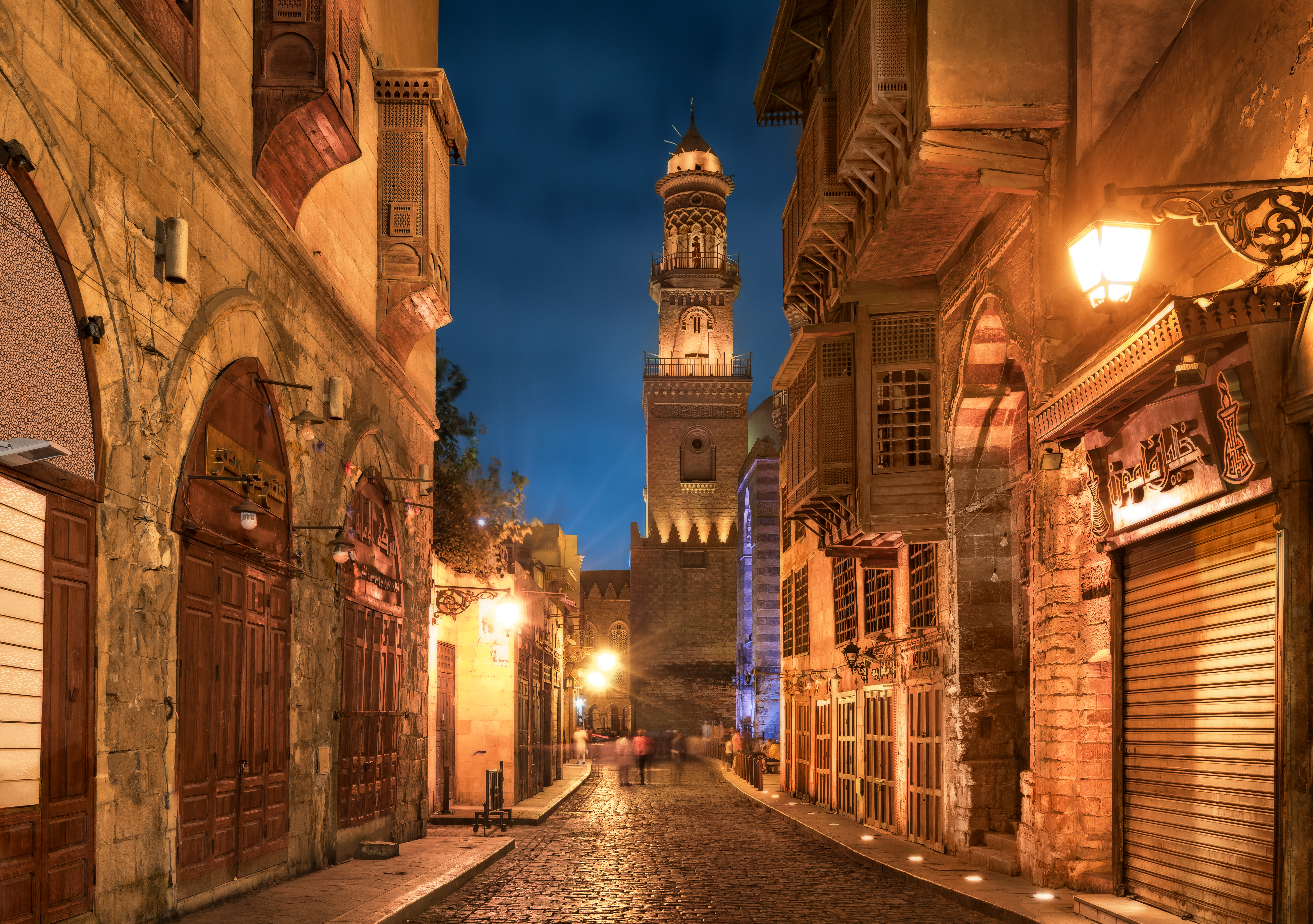
القاهرة الاسلامية

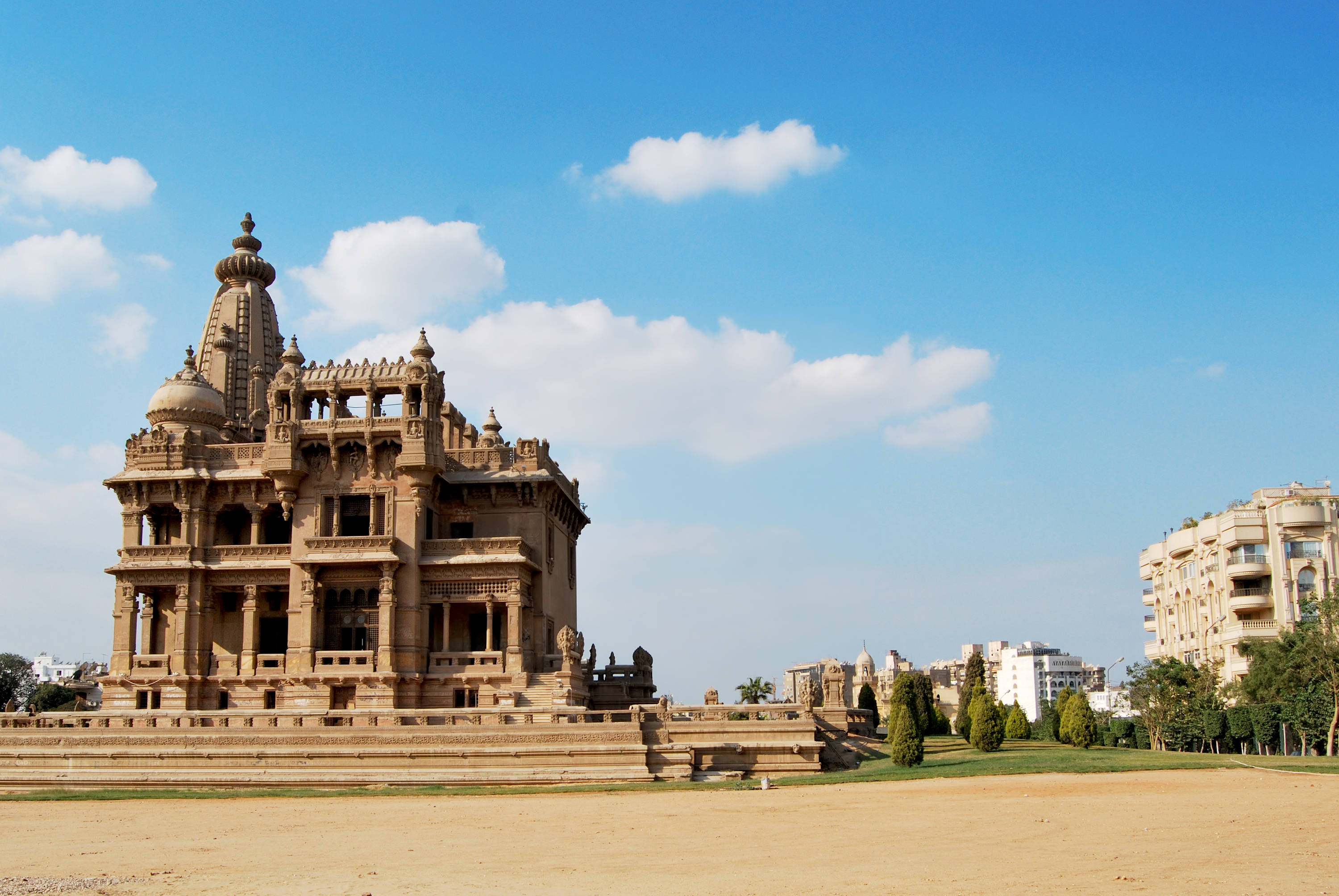
صلاح سالم الشارع الرئيسي في مصر الجديدة

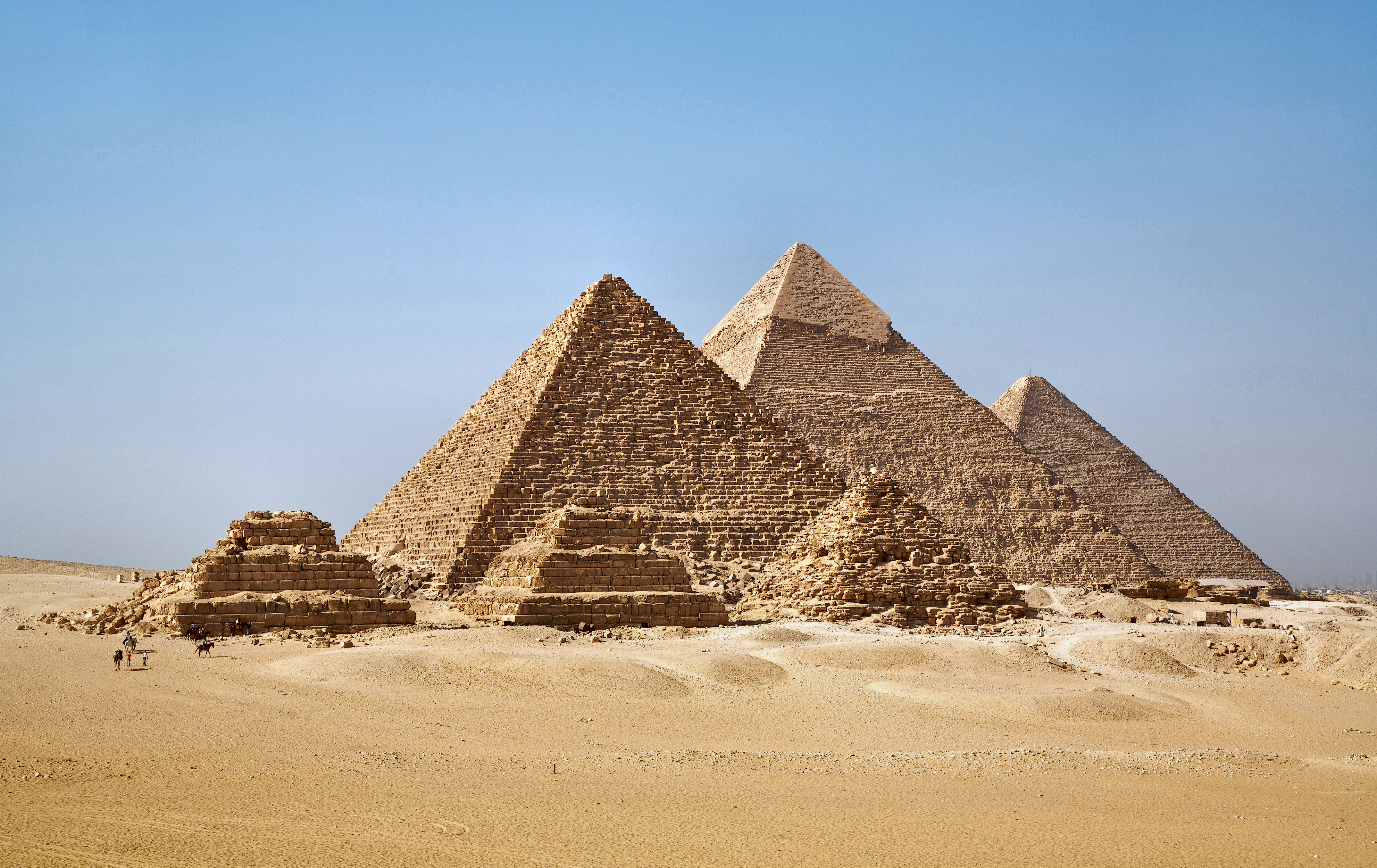
مجمع أهرمات الجيزة

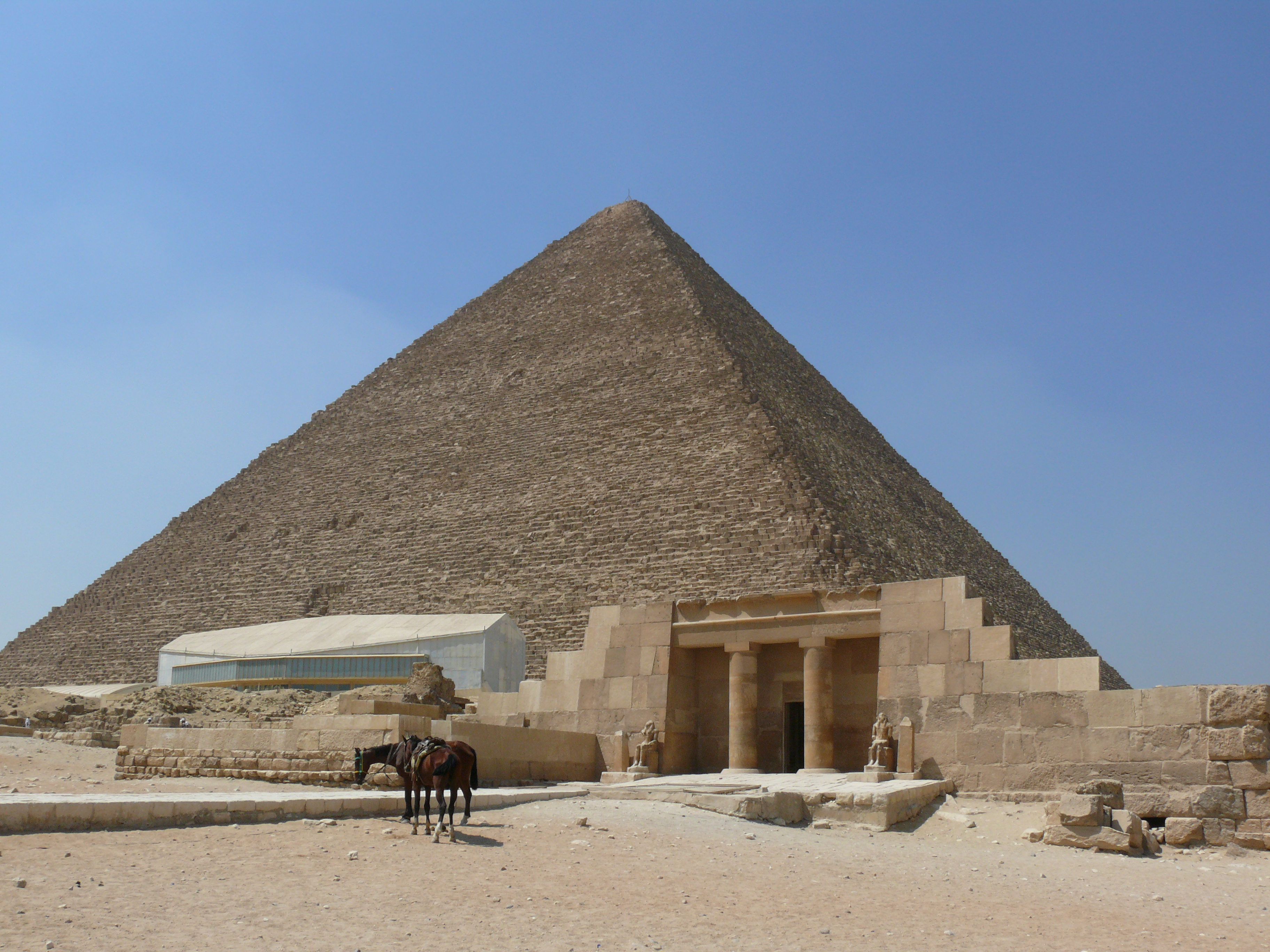
الهرم الأكبر بالجيزة

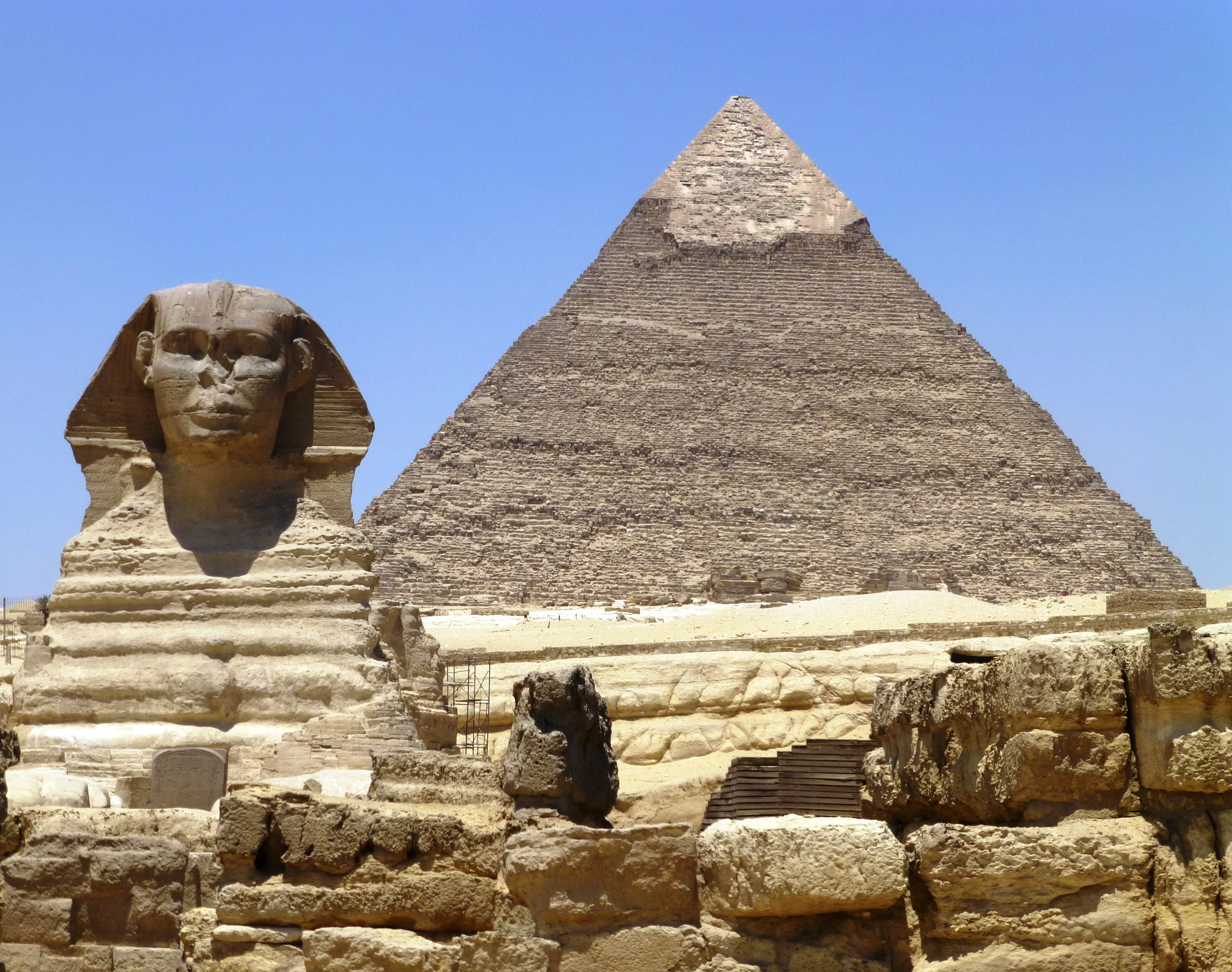
هرم خفرع وأبو الهول بالجيزة

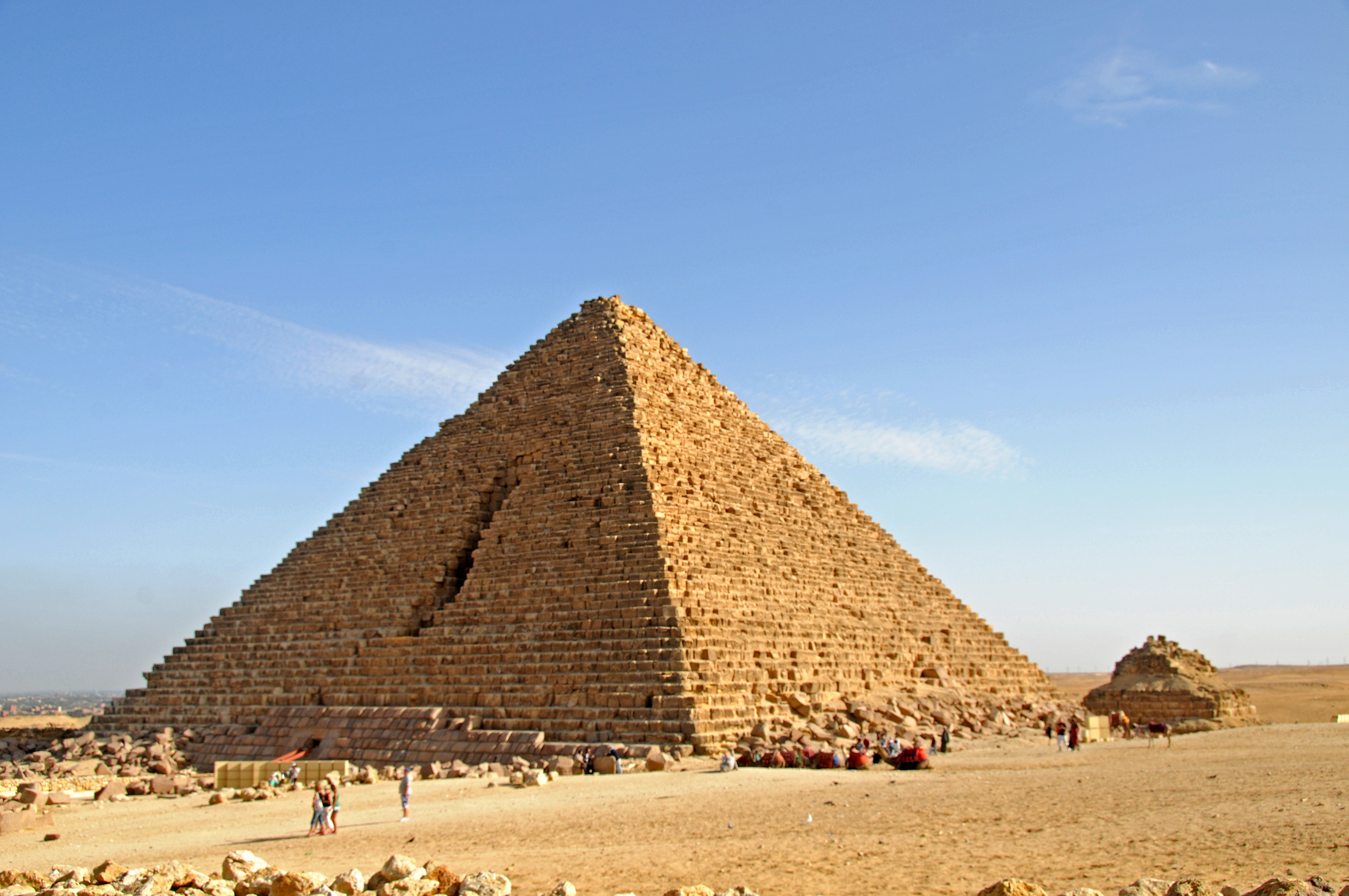
هرم منقرع

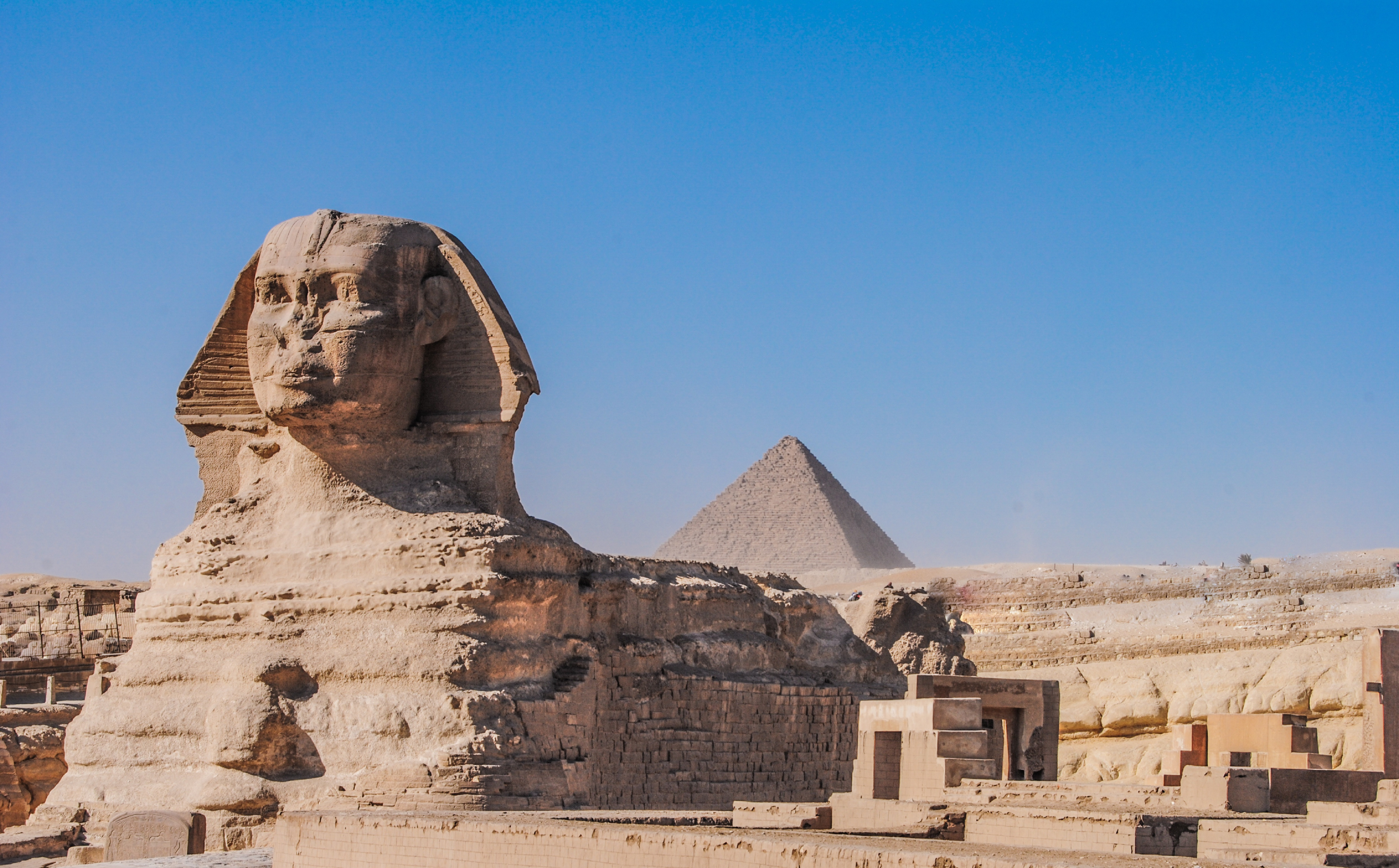
أبو الهول بالجيزة

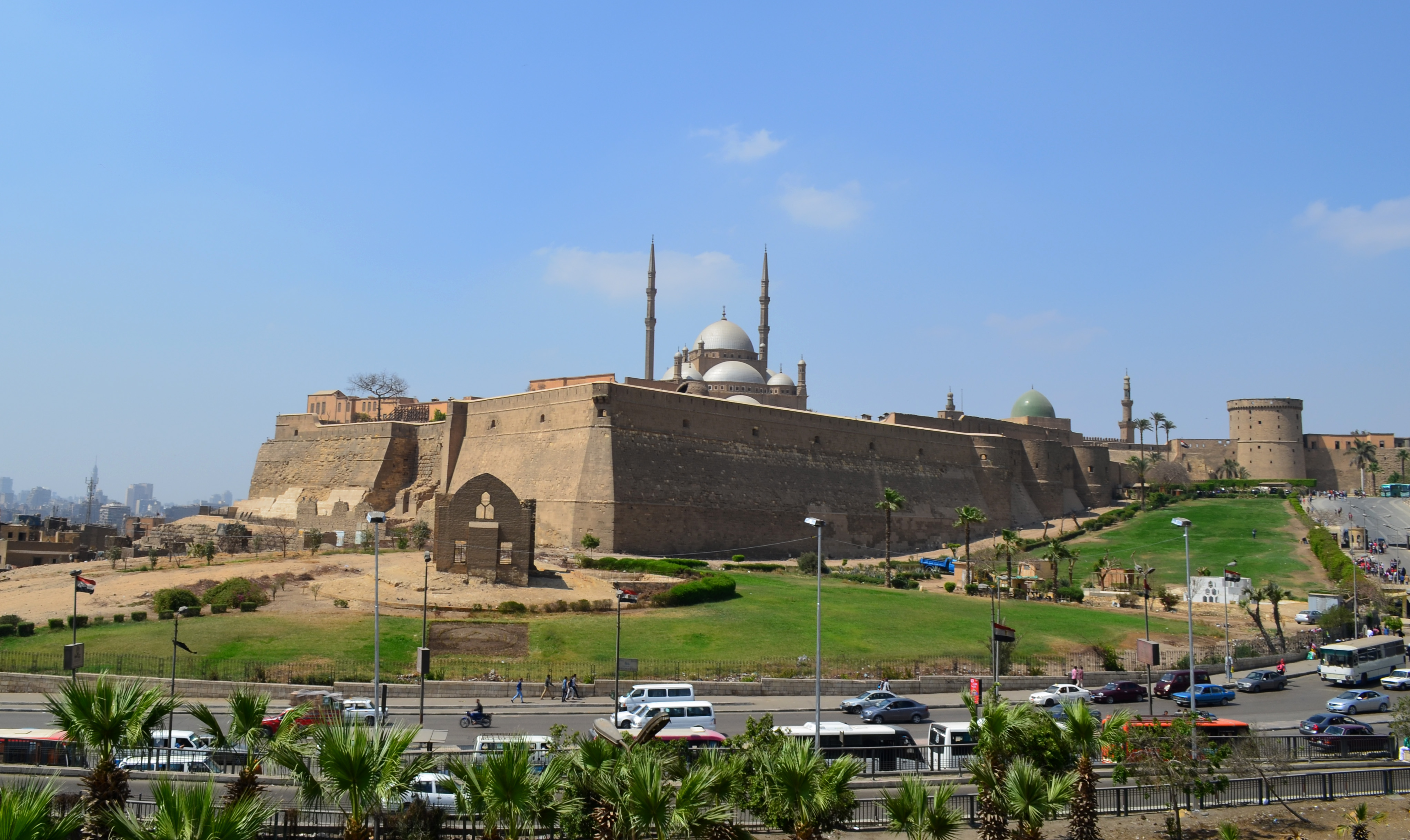
قلعة صلاح الدين الأيوبي (القاهرة)

- مناخ القاهرة

#### المعالم الجغرافية الطبيعية للقاهرة
- المرتفعات في القاهرة
  - المقطم
- جزر في القاهرة
  - الجزيرة
  - جزيرة الروضة
- الأنهار في القاهرة
  - النيل
- مواقع التراث العالمي في القاهرة
  - القاهرة الاسلامية

### مناطق القاهرة
- القاهرة القبطية
- وسط البلد
- القاهرة الإسلامية (قاهرة المعز)
- حى مصر القديمة

#### أحياء القاهرة
- الأزبكية
- بولاق
- ضاهر
- المنيل
- القبة
- السكاكيني
- الفجالة
- جاردن سيتي
- مصر الجديدة
- المعادي
- مدينة ناصر
- شبرا
- الزمالك
- الزيتون
- العباسية

### مواقع في القاهرة
- مناطق الجذب السياحي في القاهرة
  - المتاحف في القاهرة
    - المتحف المصري

  - مناطق التسوق والأسواق
    - قصبة رضوان بك

  - مواقع التراث العالمي في القاهرة
    - مجمع الهرم بالجيزة
      - الهرم الأكبر بالجيزة
      - هرم خفرع
      - هرم منقرع
      - أبو الهول بالجيزة

#### الآثار القديمة في القاهرة
- حصن بابليون
- تمثال رمسيس الثاني

#### جسور في القاهرة
- جسر 6 أكتوبر
- جسر بولاق
- جسر امبابة
- كوبري قصر النيل

#### المراكز الثقافية والمعارض بالقاهرة
- عجلة ثقافة الصاوي

#### القلاع في القاهرة
- قلعة صلاح الدين الأيوبي (القاهرة)

#### نوافير في القاهرة
- سبيل وكتاب عبدالرحمن كتخدا

#### أبواب القاهرة
أبواب القاهرة
- باب الفتوح
- باب النصر
- باب زويلة

#### آثار ونصب تذكارية في القاهرة
- مجمع الأمير قرقمس
- ضريح سعد زغلول
- نصب الجندي المجهول

#### المتاحف والمعارض الفنية في القاهرة

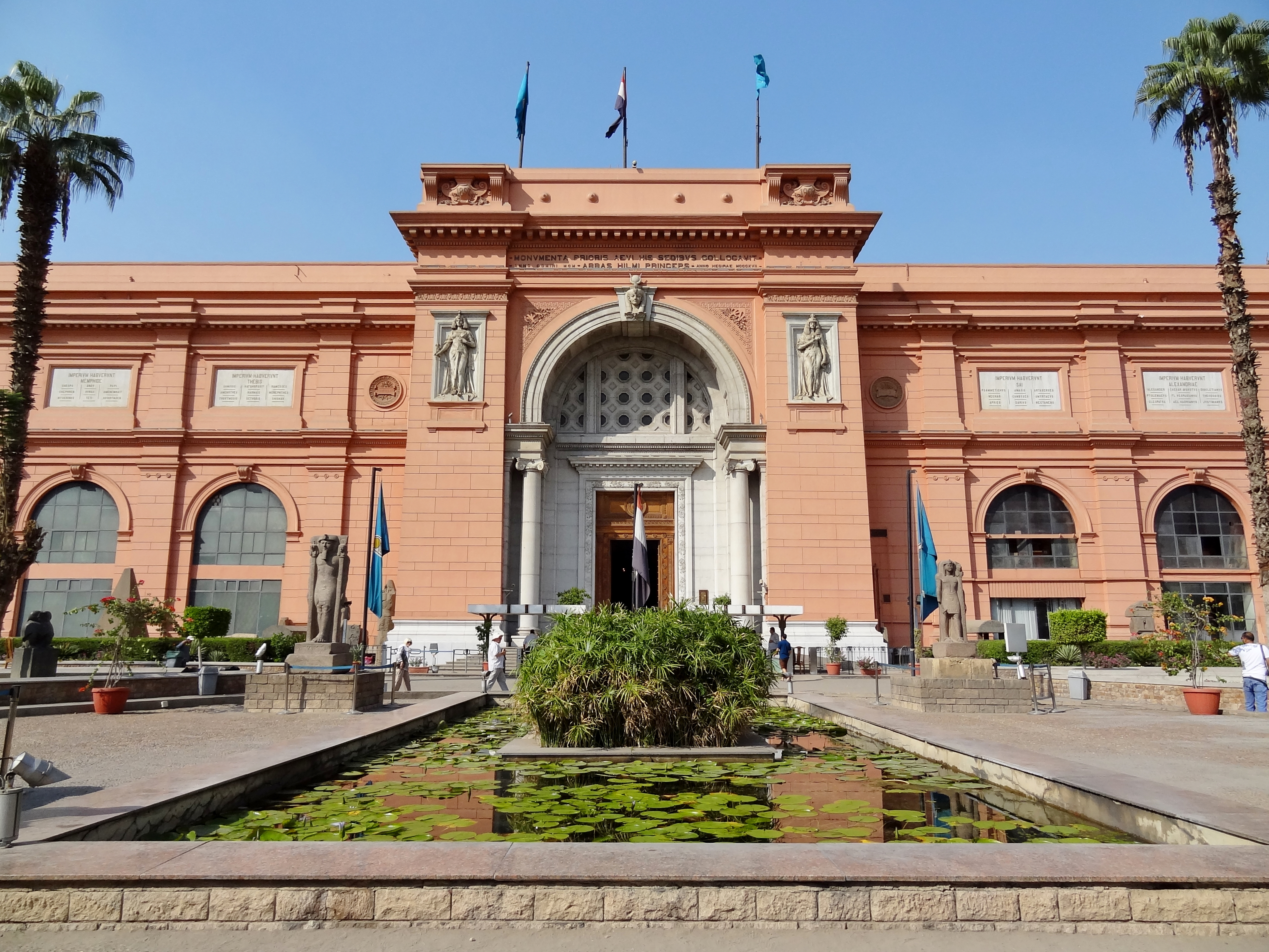
المتحف المصري

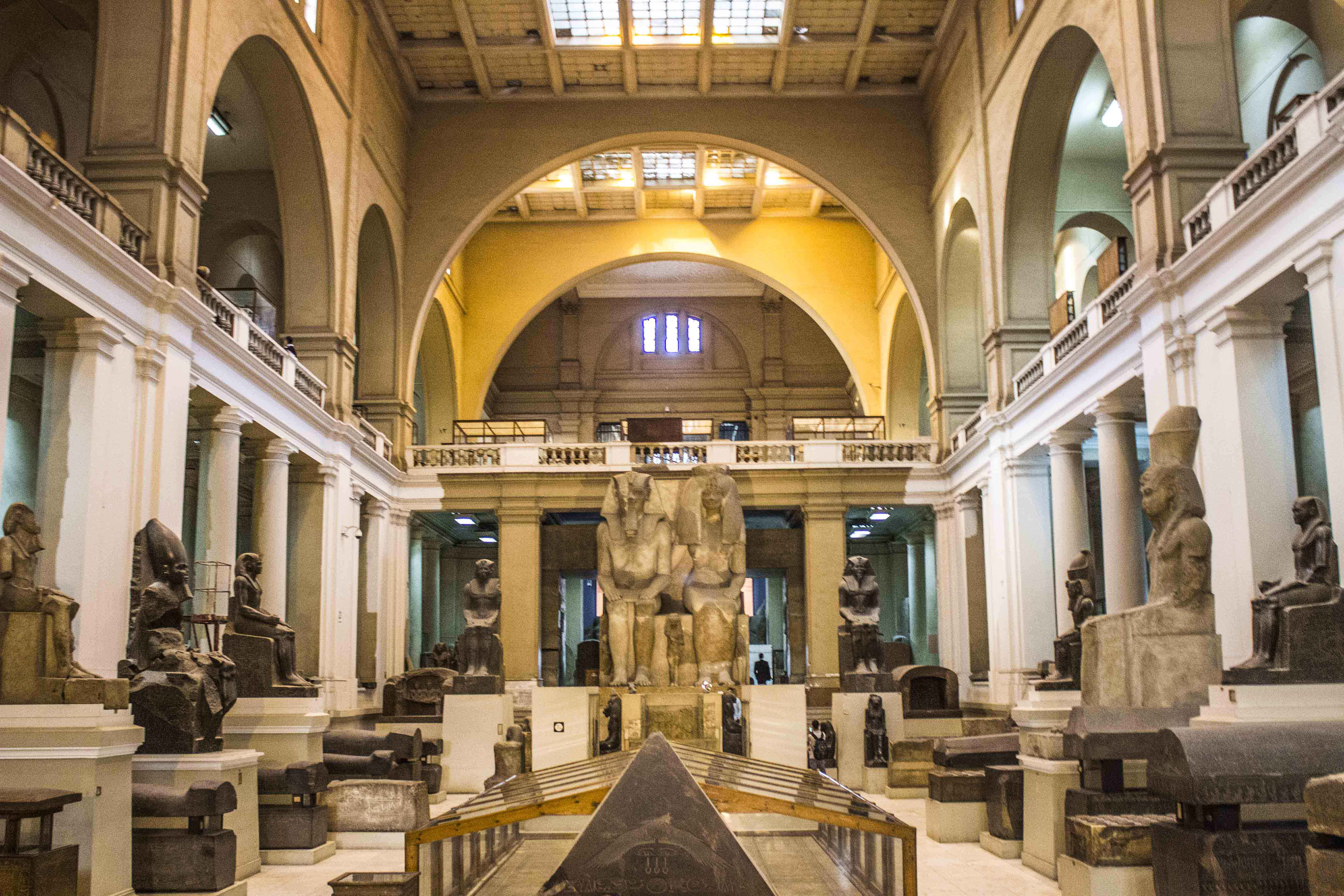
المتحف المصري

المتاحف في القاهرة
- بانوراما 6 أكتوبر
- بيت السحيمي
- بيت الأمة
- متحف النقل
- المتحف القبطى
- المتحف الجيولوجي المصري
- المتحف المصري
  - ضريح أنوبيس
- المتحف القومي العسكري المصري
- متحف غاير أندرسون
- مركز الجزيرة للفن الحديث
- متحف محمد محمود خليل
- متحف مختار
- متحف الفن الإسلامي ، القاهرة
- متحف الخزف الإسلامي
- المتحف القومي للحضارة المصرية
- متحف قصر العيني
- معرض تاون هاوس

#### القصور والفيلات في القاهرة

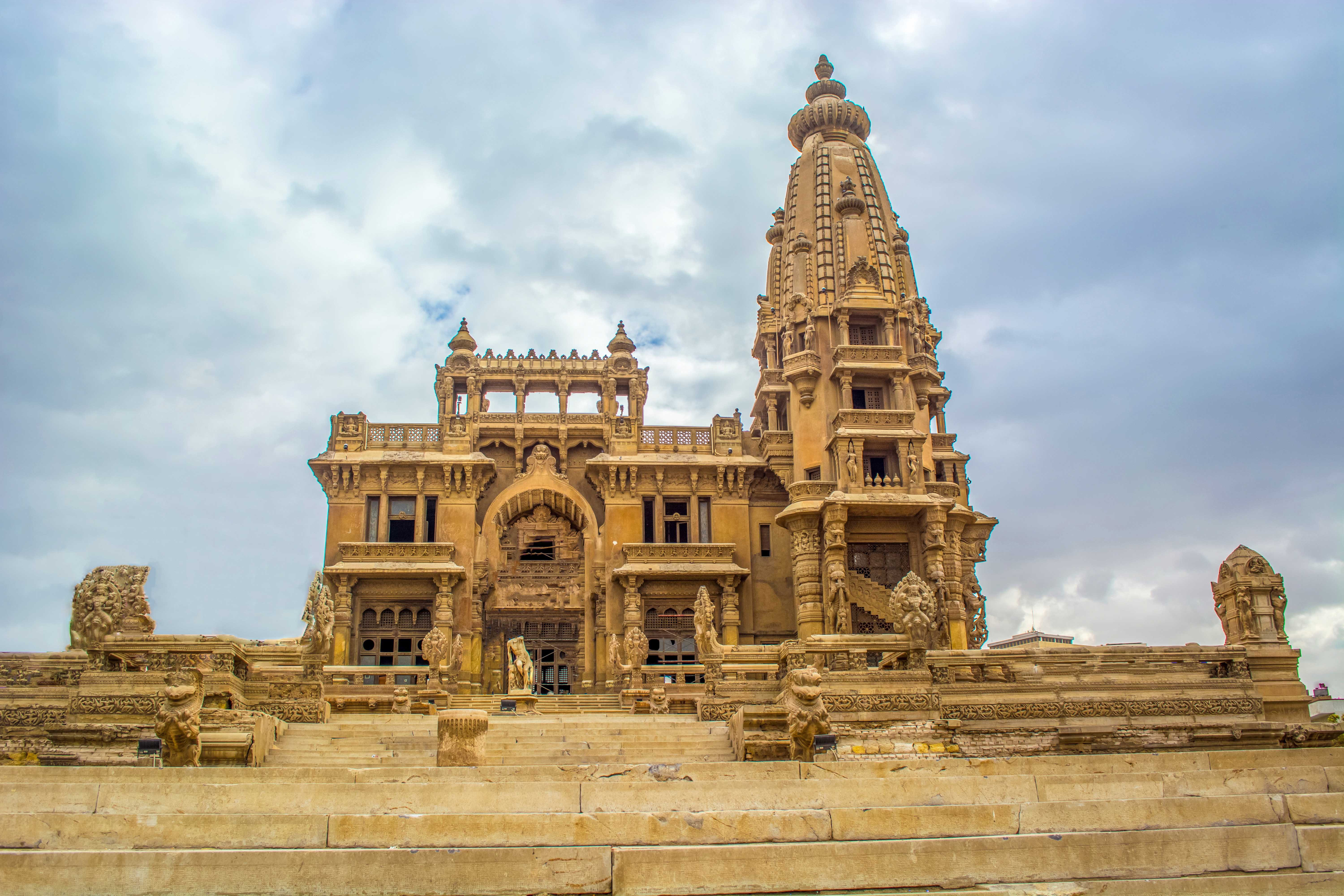
قصر البارون إمبان

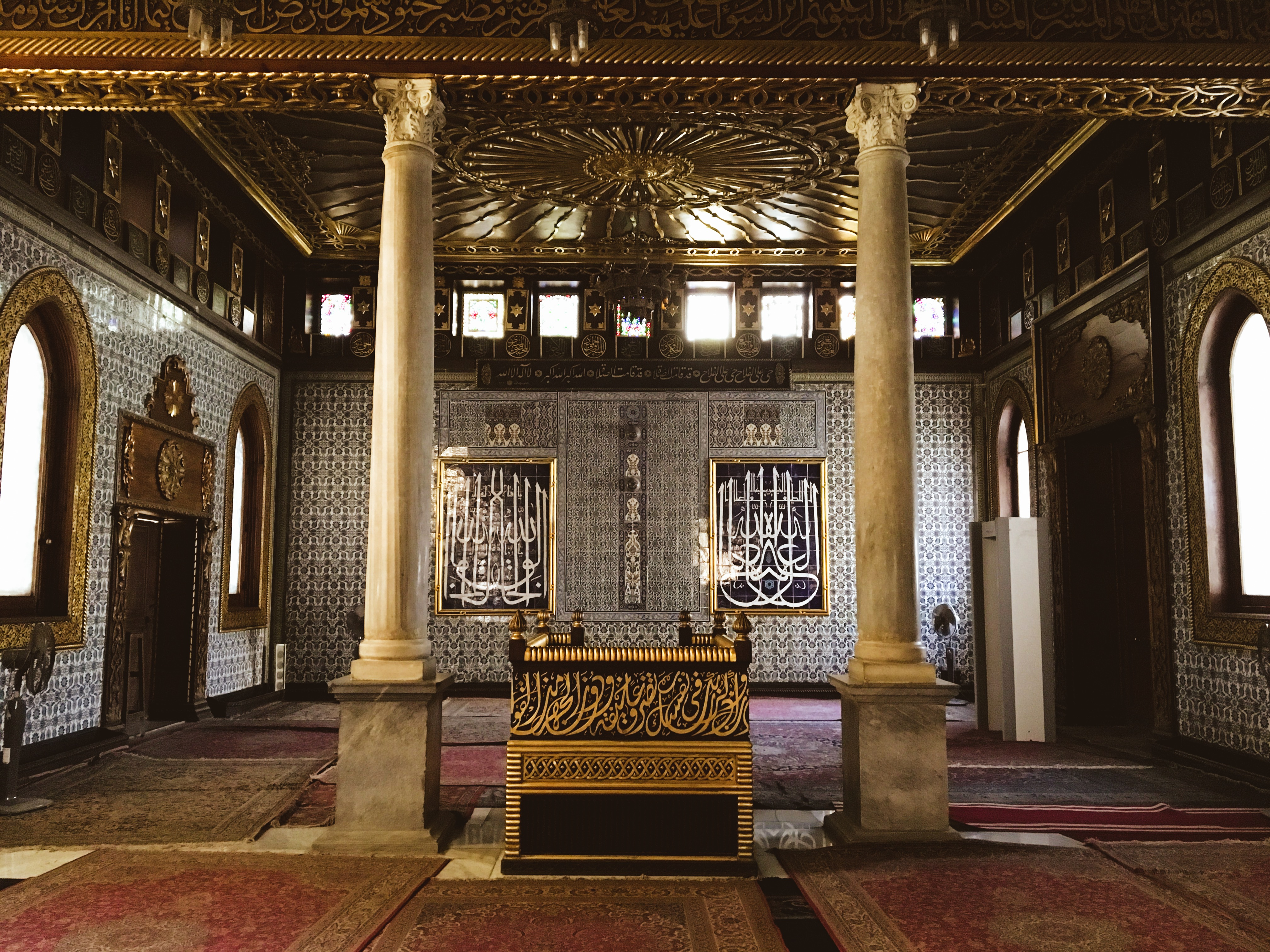
داخل قصر المنيل

- قصر عابدين
- قصر الجوهرة
- قصر أمير العين
- قصر أمير طاز
- قصر البارون إمبين
- قصر بشتاك
- قصر الدوبارة
- قصر الجزيرة
- قصر هليوبوليس
- قصر خيري باشا
- قصر القبة
- قصر المنيل و المتحف
- قصر ياشباك
- قصر الأمير عمرو إبراهيم
- قصر الطاهرة
- قصر الزعفرانة

#### المتنزهات والحدائق بالقاهرة

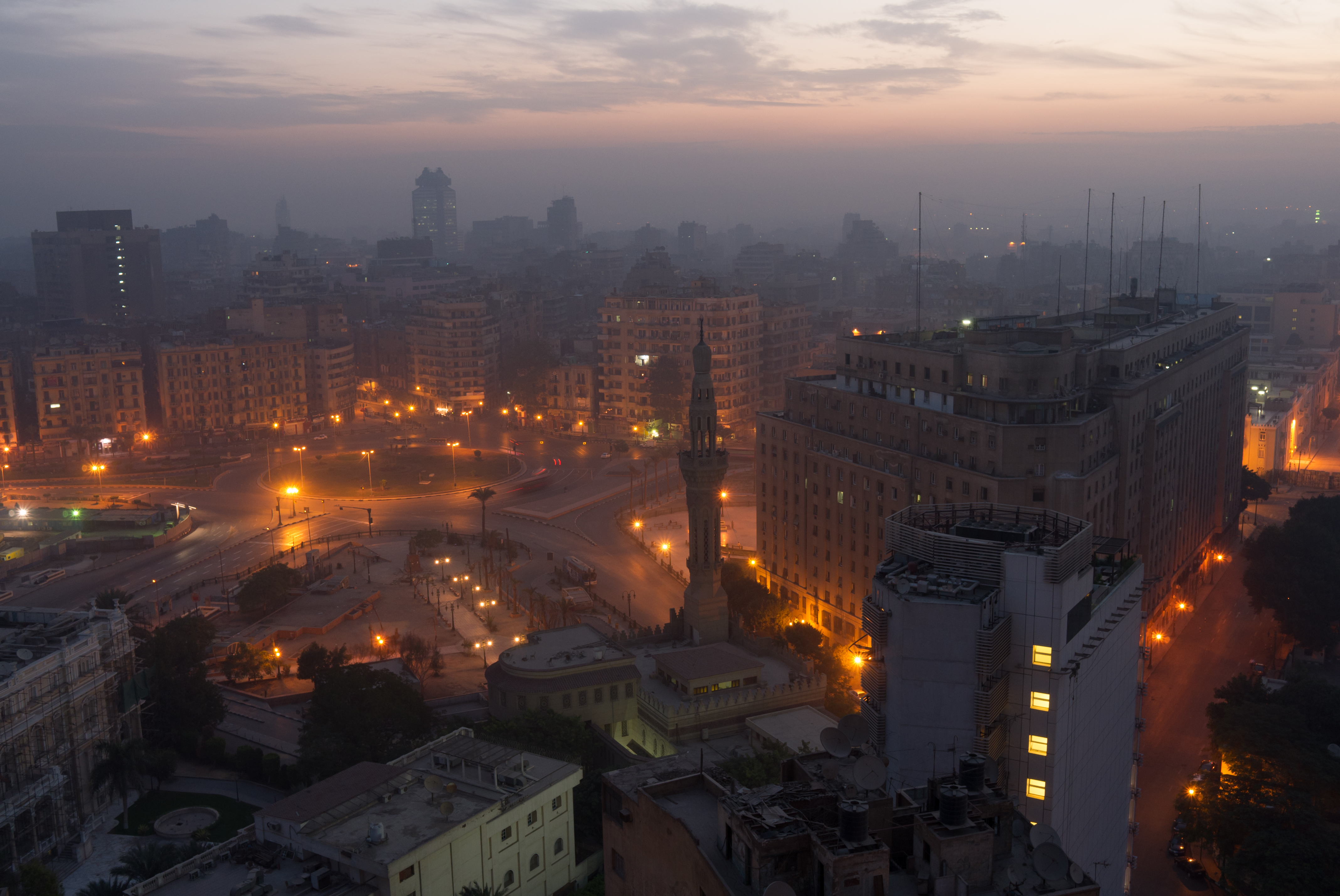
ميدان التحرير في الصباح الباكر

- حديقة الأزهر

#### الساحات العامة في القاهرة
- ميدان التحرير

#### مباني دينية في القاهرة
المساجد في القاهرة
- جامع الأزهر
- مسجد الحاكم بأمر الله
- الكاتدرائية المرقسية بالعباسية
- كنيسة القديس جورج
- مجمع السلطان الأشرف قايتباي
- الكنيسة المعلقة
- ضريح السيدة رقية
- جامع عمرو بن العاص
- مسجد ابن طولون
- مسجد محمد علي
- مجمع محمد بك أبو الدهب

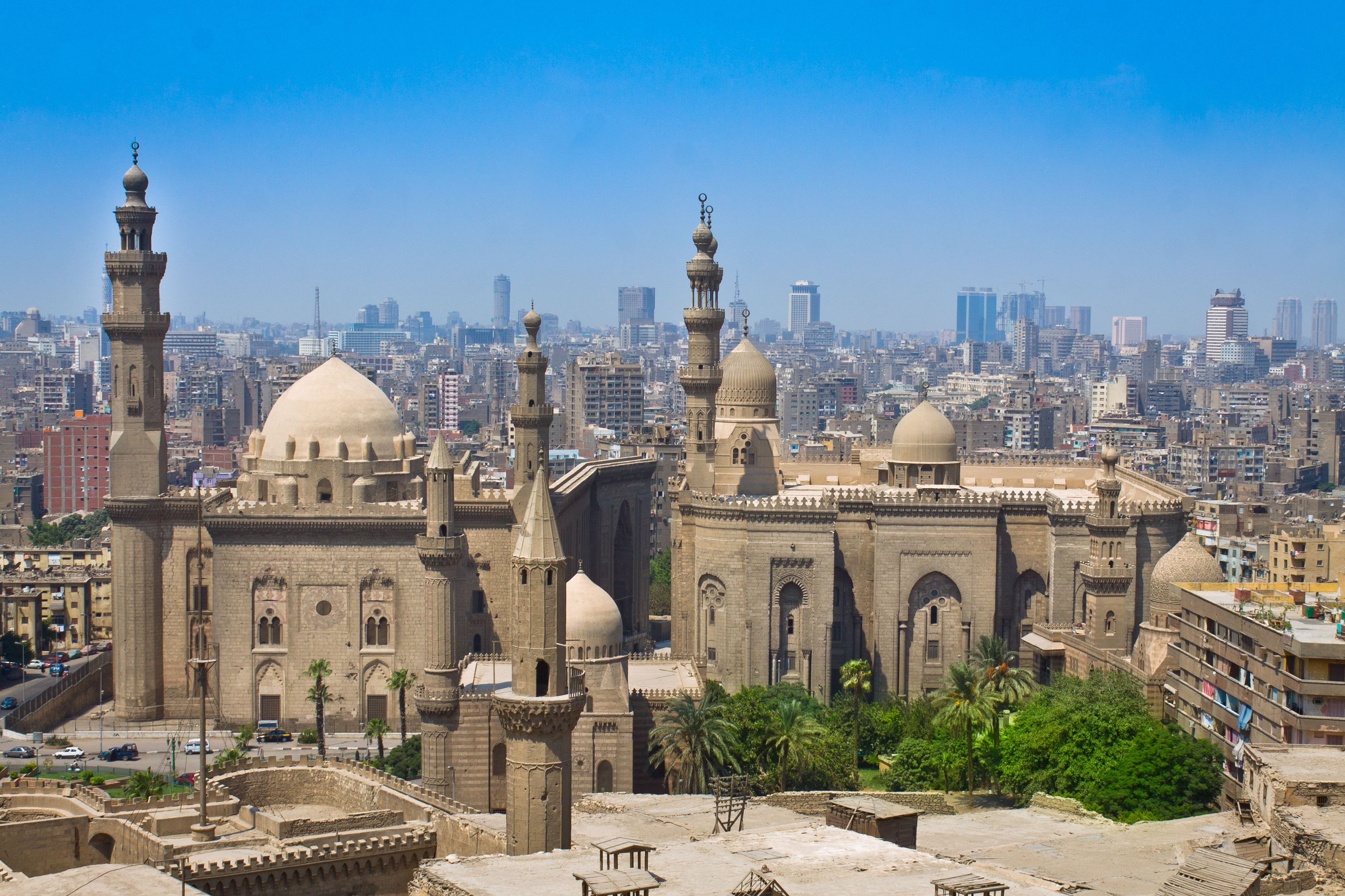
المساجد في القاهرة

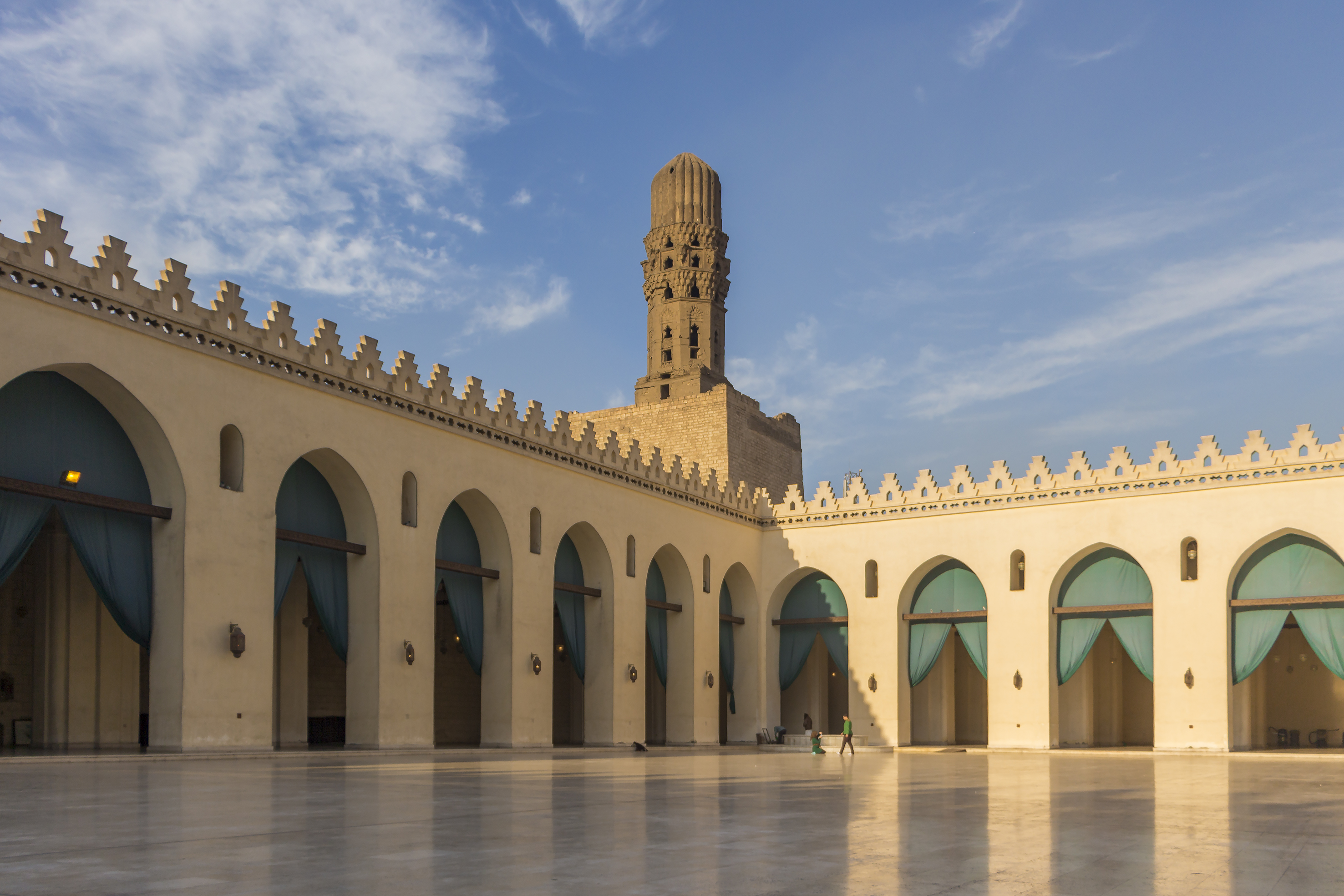
مسجد الحاكم بأمر الله

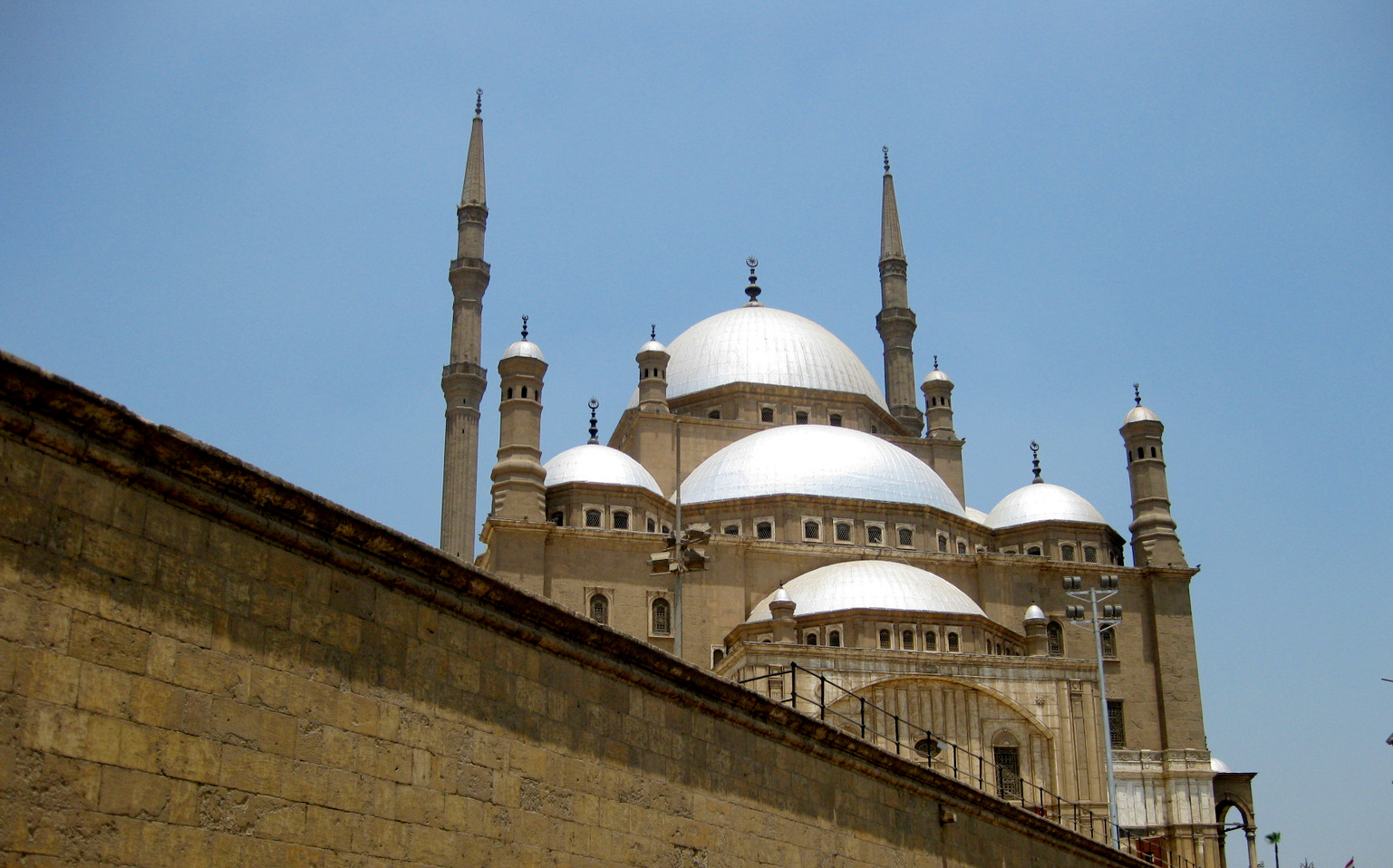
مسجد محمد علي

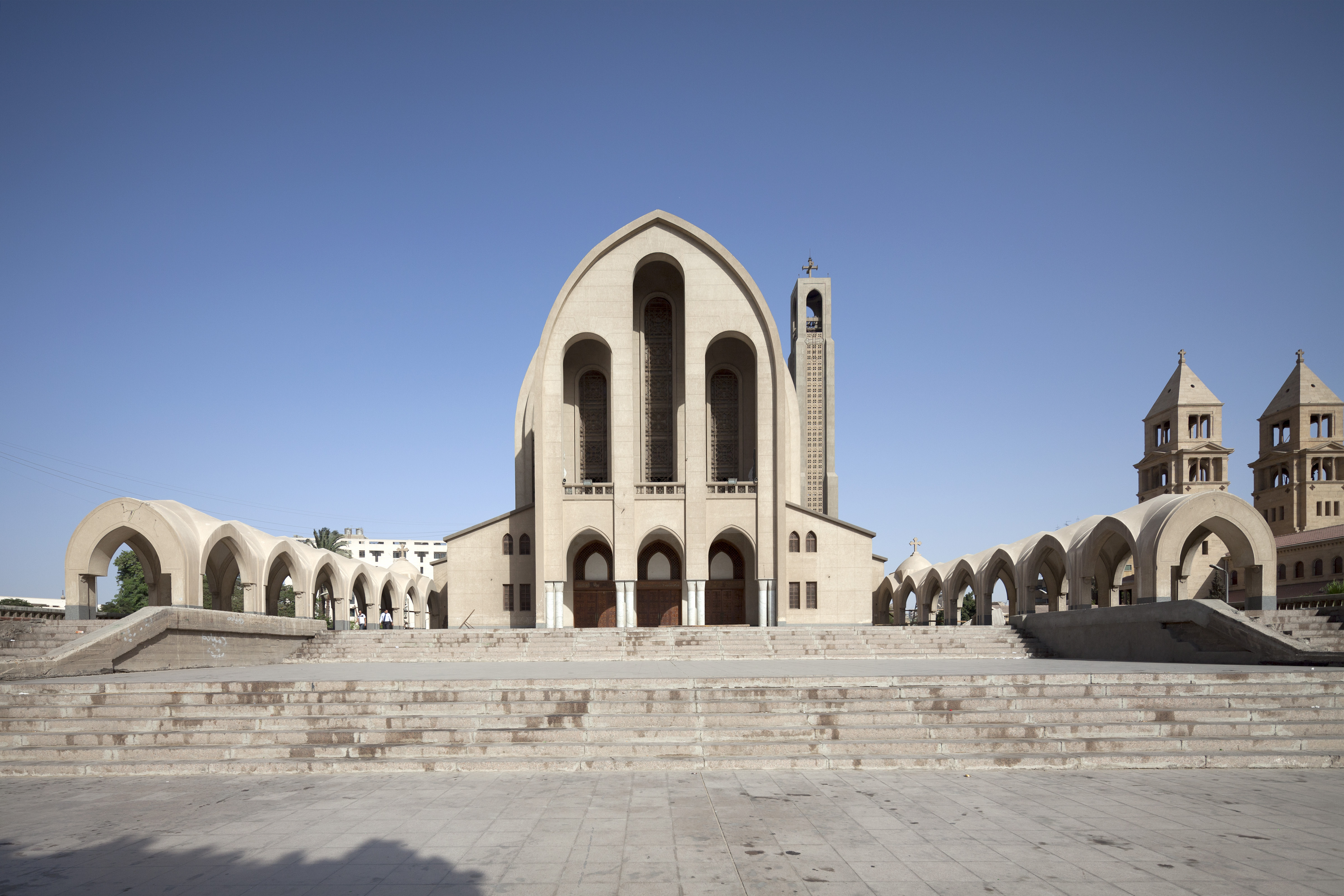
كاتدرائية القديس مرقس القبطية الأرثوذكسية

- كاتدرائية القديس مرقس القبطية الأرثوذكسية
- كنيسة القديس بطرس والقديس بولس

#### مباني شهيرة في القاهرة
- مبنى بنك مصر
- مبنى بلمونت
- مقر جامعة الدول العربية
- خانقاه من بيبرس الثاني
- مدرسة الناصر محمد
- مدرسة سرغميش
- مبنى تلفزيون ماسبيرو
- المركمة
- مجمع قلاوون
- رمسيس للصرافة
- سبيل وكتاب عبدالرحمن كتخدا
- مجمع السلطان الغوري
- وكالة السلطان قايتباي
- وكالة الغوري
- عمارة يعقوبيان

#### شوارع القاهرة

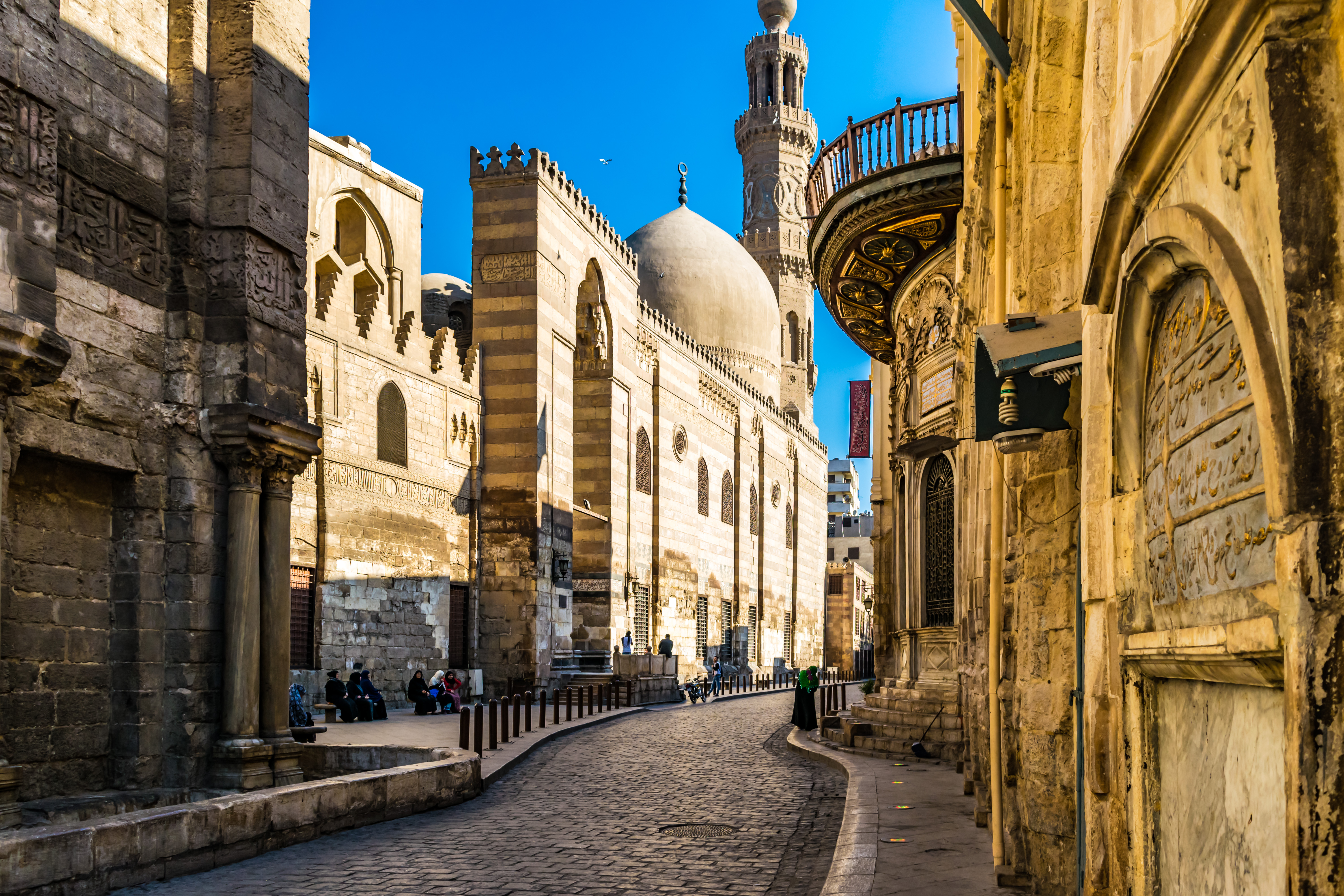
شارع المعز

- شارع المعز
- شارع قصر العيني
- شارع قصر النيل
- شارع صليبا
- شارع طلعت حرب

#### مسارح في القاهرة
- دار الأوبرا المصرية

#### ابراج في القاهرة
- برج القاهرة

### التركيبة السكانية في القاهرة
التركيبة السكانية في القاهرة

## حكومة وسياسة القاهرة
سياسة القاهرة
- العلاقات الدولية بالقاهرة

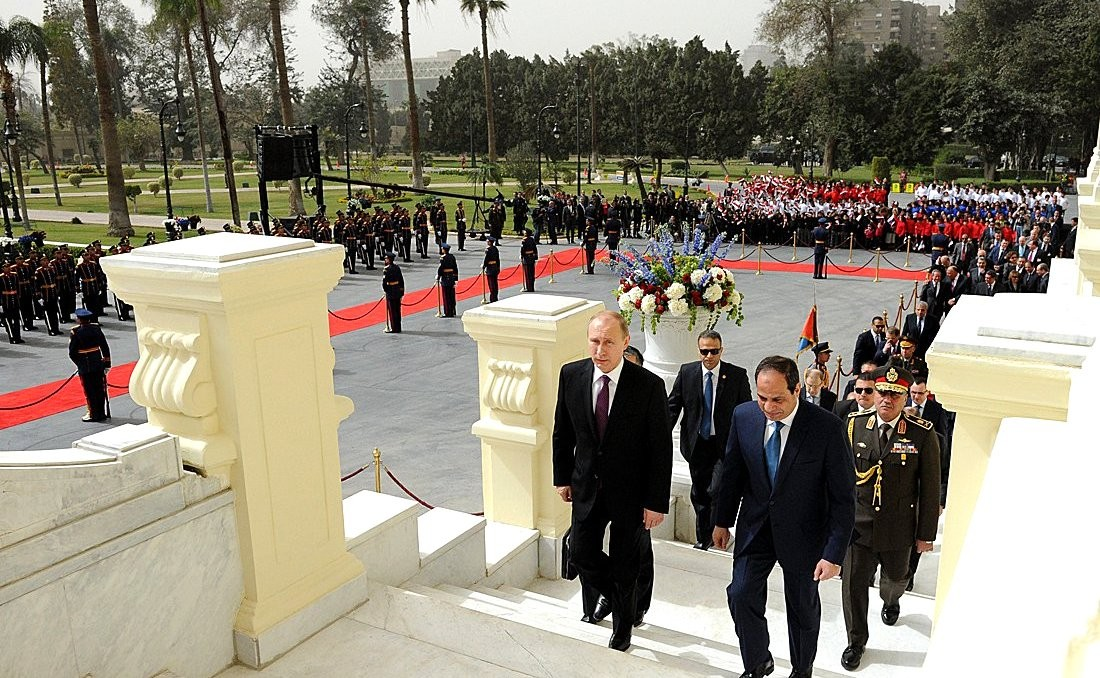
عبد الفتاح السيسي وفلاديمير بوتين في قصر هليوبوليس (الاتحادية) ، 2015

  - المدن التوأم والمدن الشقيقة في القاهرة

### القانون والنظام في القاهرة
- تطبيق القانون في القاهرة
  - الشرطة الوطنية المصرية

## تاريخ القاهرة

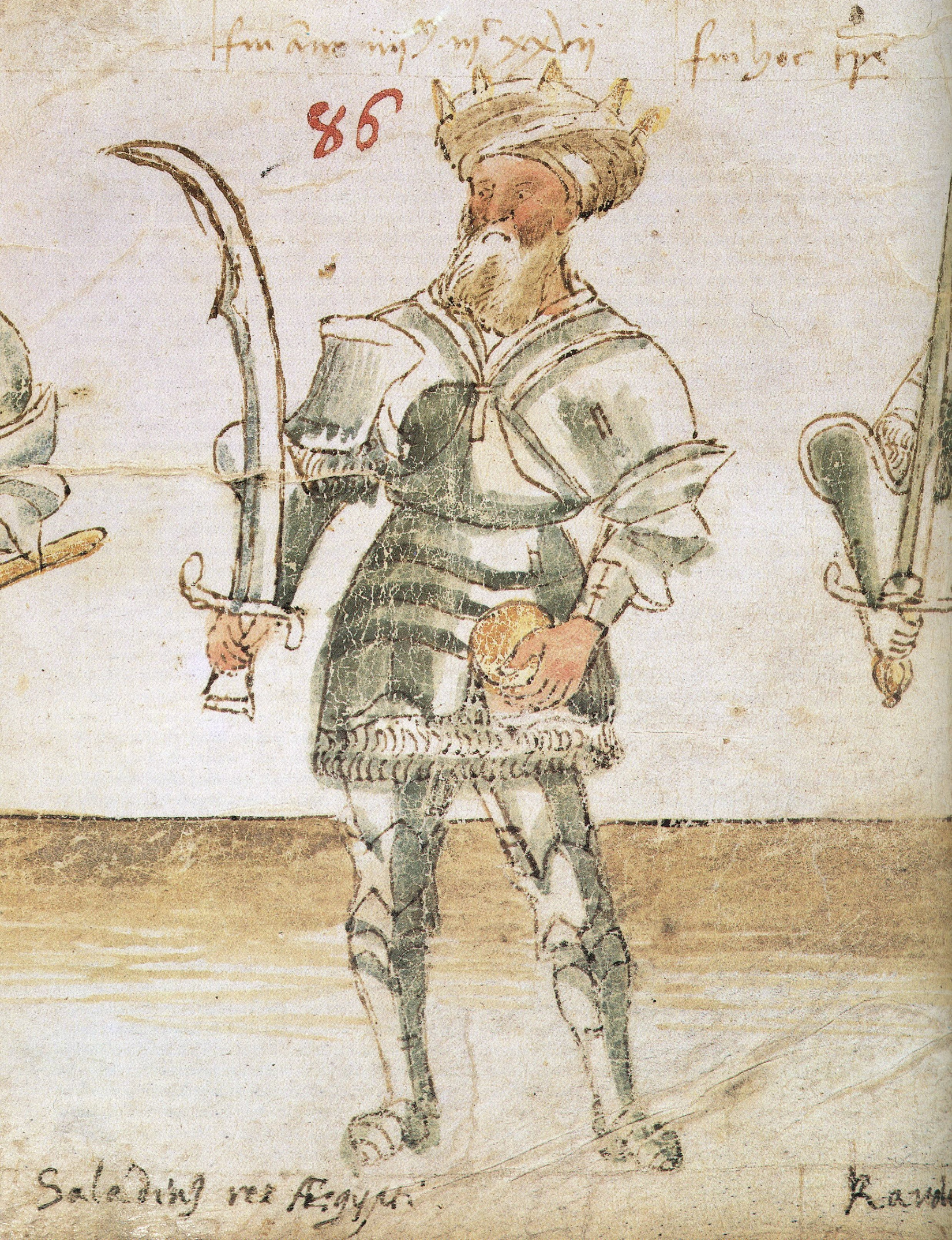
صلاح الدين الأيوبى من مخطوطة من القرن الخامس عشر

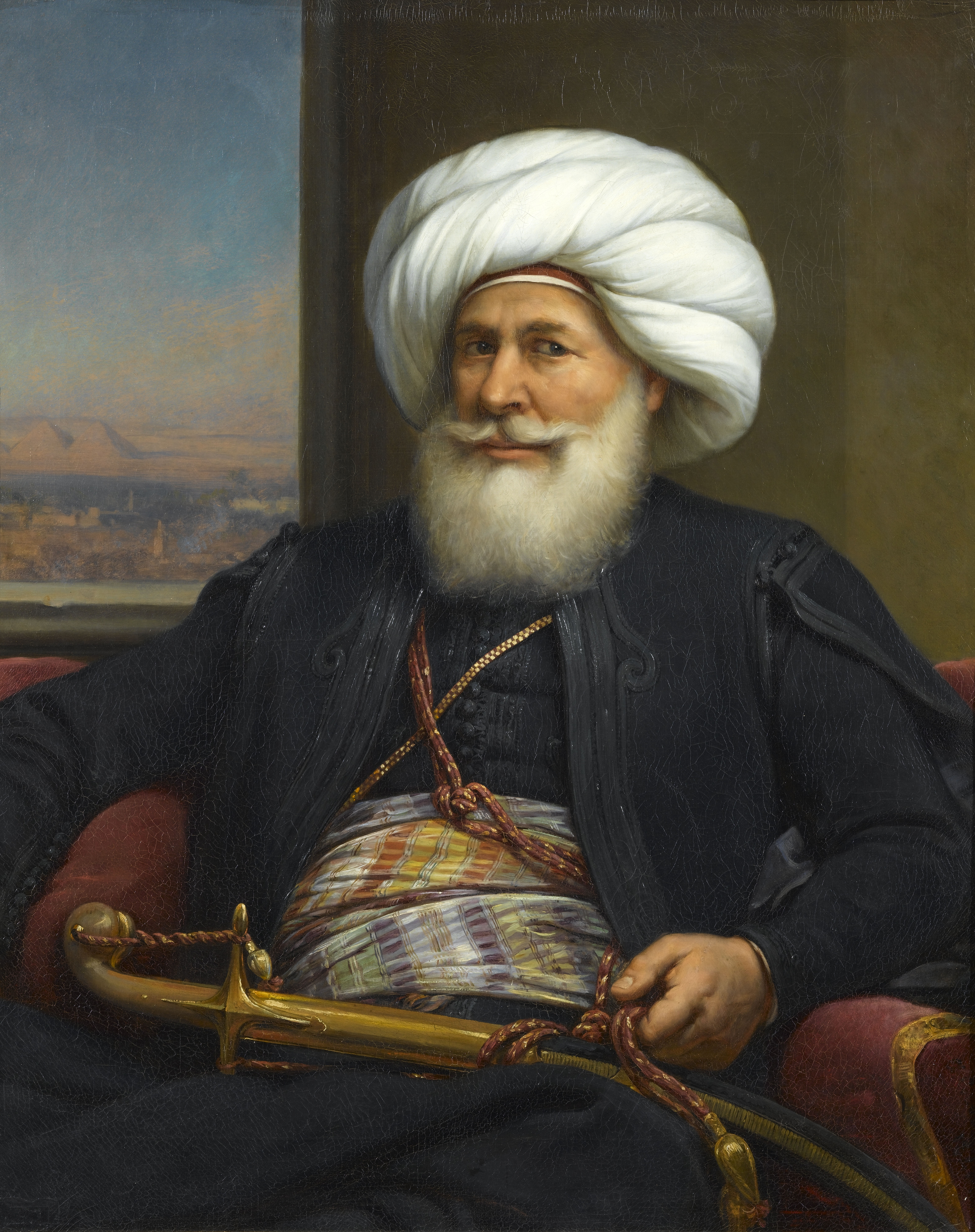
محمد علي باشا مؤسس مصر الحديثة

تاريخ القاهرة

### تاريخ القاهرة، حسب الفترة أو الحدث
الجدول الزمني للقاهرة
- ما قبل التاريخ وأصل القاهرة
  - الرومان يؤسسون حصن على الضفة الشرقية لنهر النيل في القرن الأول الميلادي.
- القاهرة في العصور الوسطى
  - تم فتح المدينة من قبل المسلمين ويستقرون شمال قلعة بابل حيث أصبحت المنطقة معروفة باسم الفسطاط (640 م)
  - أسس الفاطميون مدينة القاهرة عام 969 عاصمة جديدة للخلافة الفاطمية في مصر. الخليفة المعز لدين الله أطلق اسم القاهرة على المدينة.(973)
  - انتقال العاصمة المصرية من الفسطاط إلى القاهرة (1168)
  - صلاح الدين أول سلطان مصري يؤسس سلالة الأيوبيين، ومقرها القاهرة (1174)
  - سيطر المماليك على مصر وتصبح المدينة عاصمة سلطنة المماليك (1250)
- القاهرة تحت الحكم العثماني
  - الاستيلاء على القاهرة .
  - تقلص النفوذ السياسي في القاهرة بعد أن حل العثمانيون محل المماليك في حكم مصر (1517)
  - تحت حكم العثمانيين القاهرة تتوسع جنوبًا وغربًا ومن وسطها حول القلعة.
- القاهرة الحديثة (1863 حتى الآن)
  - الغزو البريطاني (1882)
  - استقلال مصر (1922)
  - ثورة 23 يوليو 1952
  - ثورة 25 يناير 2011
  - تم الإعلان عن خطط لإنشاء مدينة لم يتم تحديد اسمها بعد شرق القاهرة الجديدة وتهدف إلى أن تكون عاصمة جديدة لمصر (2015)

### تاريخ القاهرة، حسب الموضوع
- حادثة قصر عابدين 1942
- حريق القاهرة
- حصار القاهرة

## ثقافة القاهرة

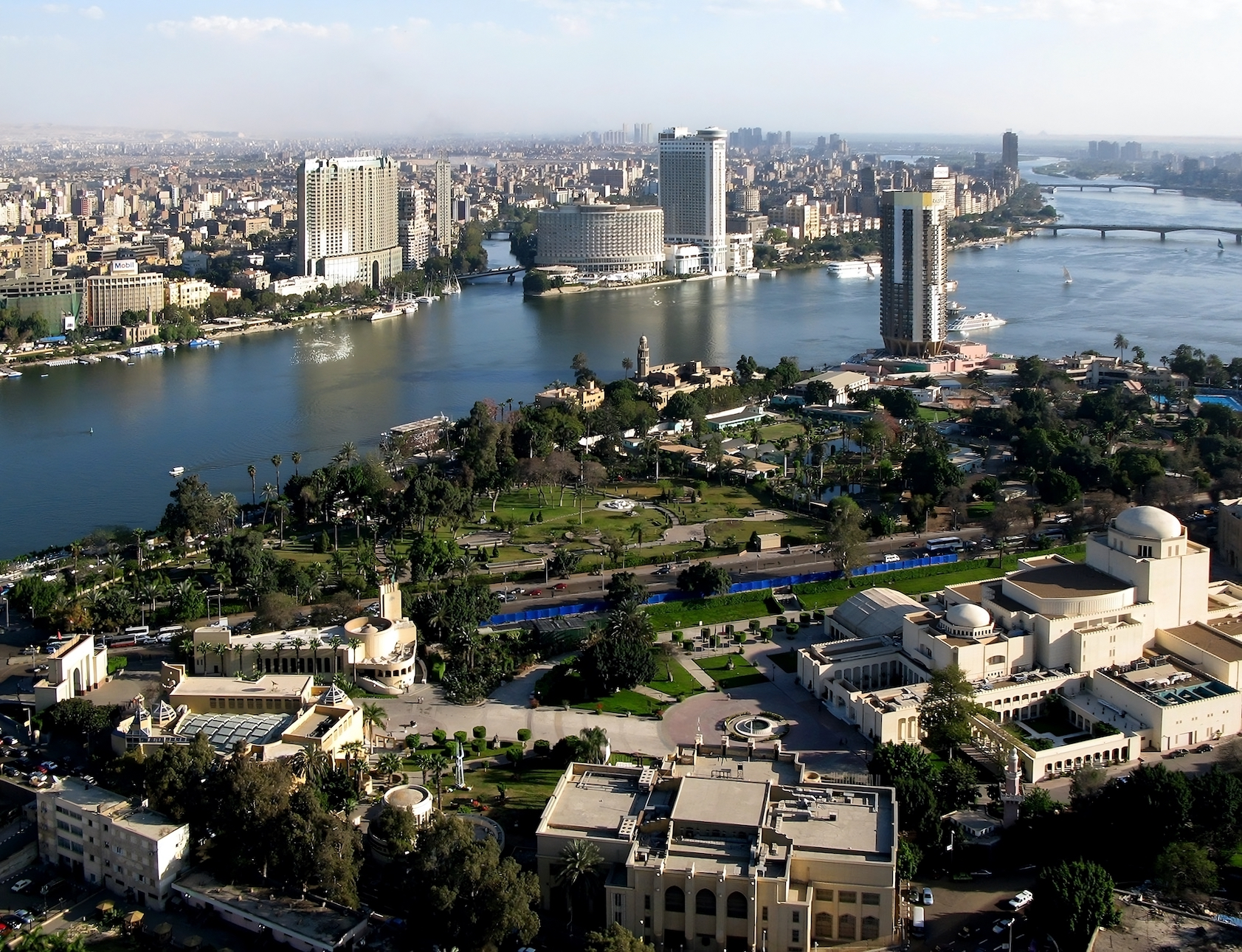
العمارة الحديثة بالقاهرة

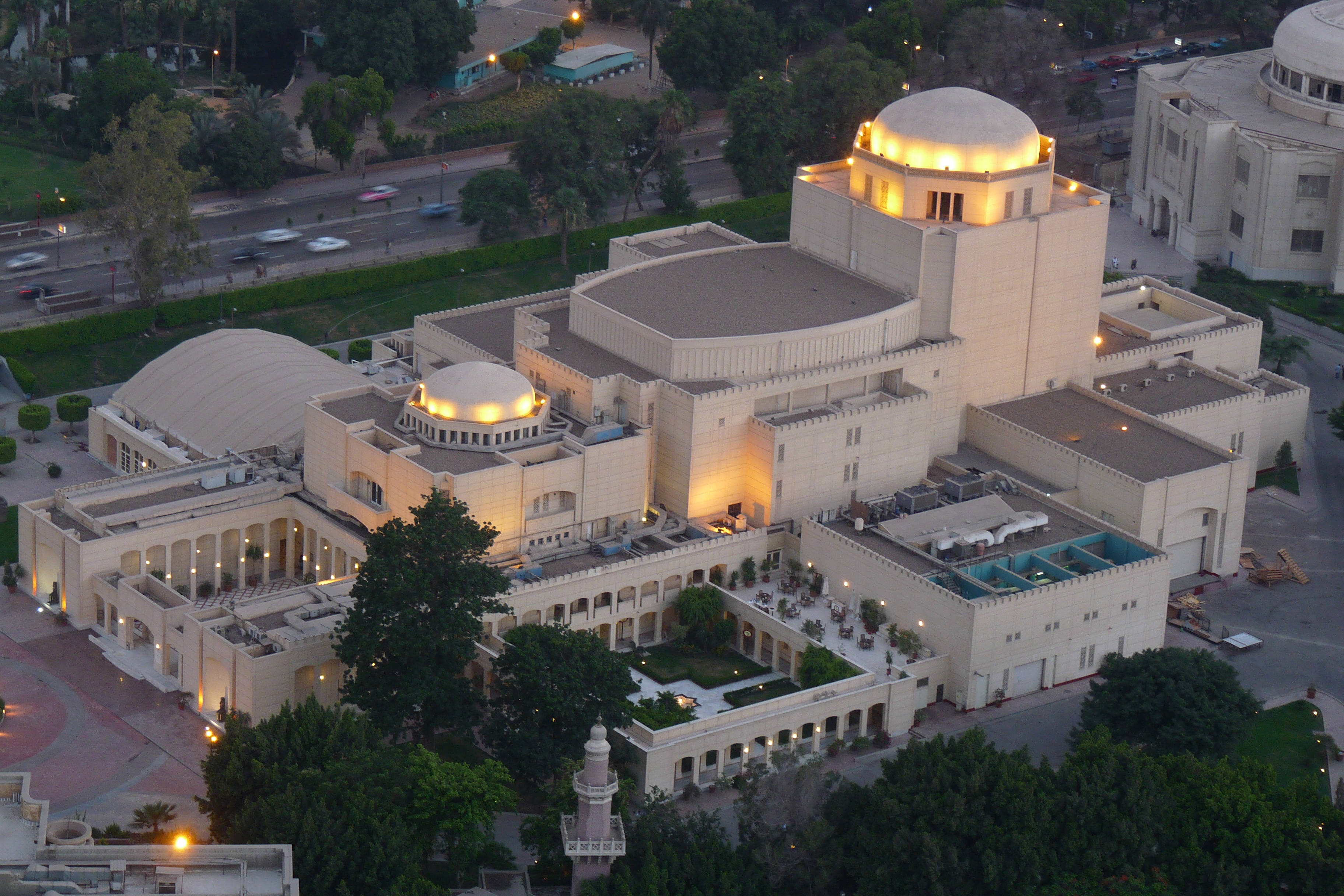
دار الأوبرا المصرية ، معلم بارز في المشهد الثقافي لمصر والشرق الأوسط

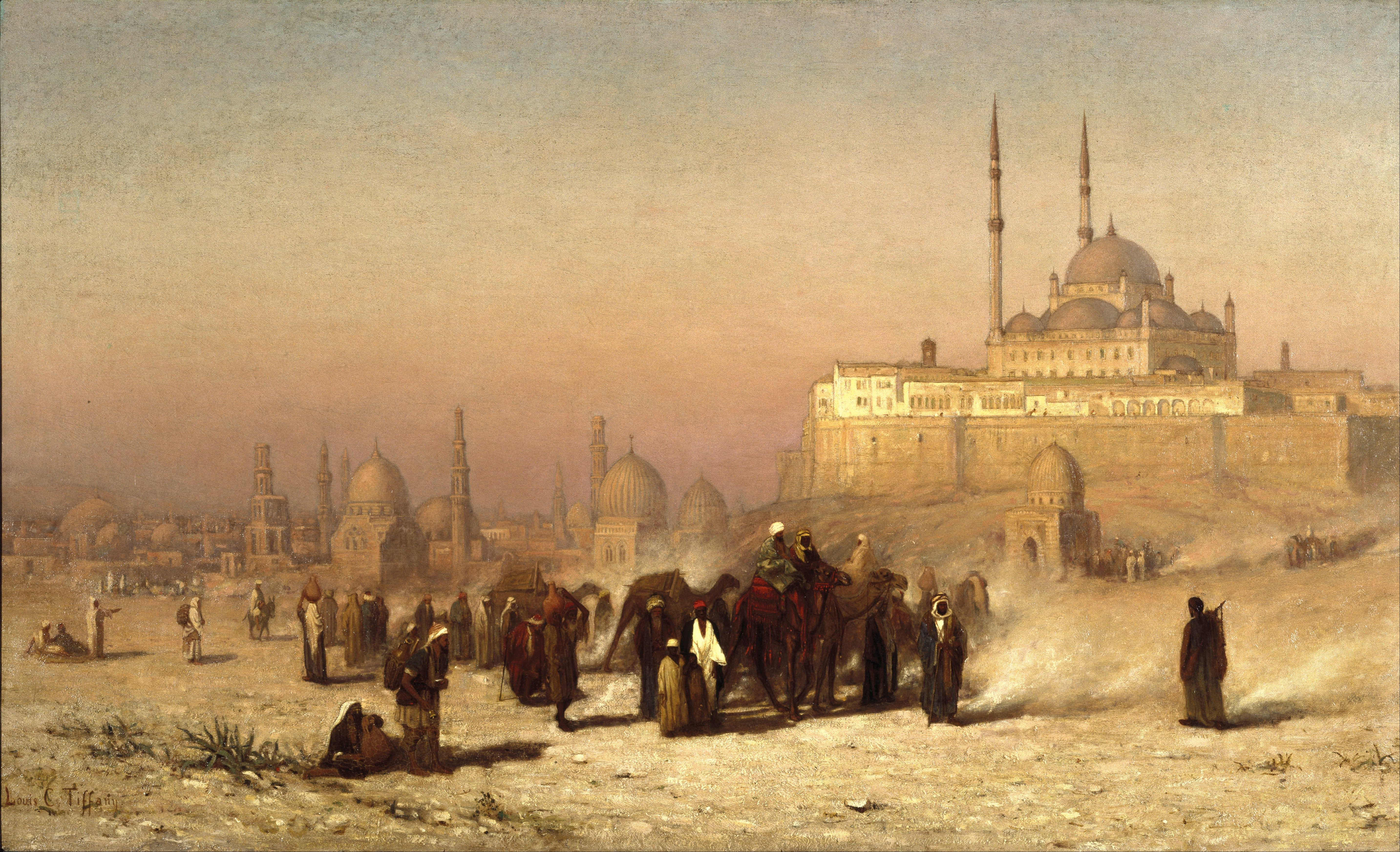
على الطريق بين القاهرة القديمة والجديدة ، مسجد قلعة محمد علي ، ومقابر المماليك (1872) للفنان لويس كومفورت تيفاني في متحف بروكلين

بطرس بطرس غالي ، الأمين العام للأمم المتحدة من 1992 إلى 1996

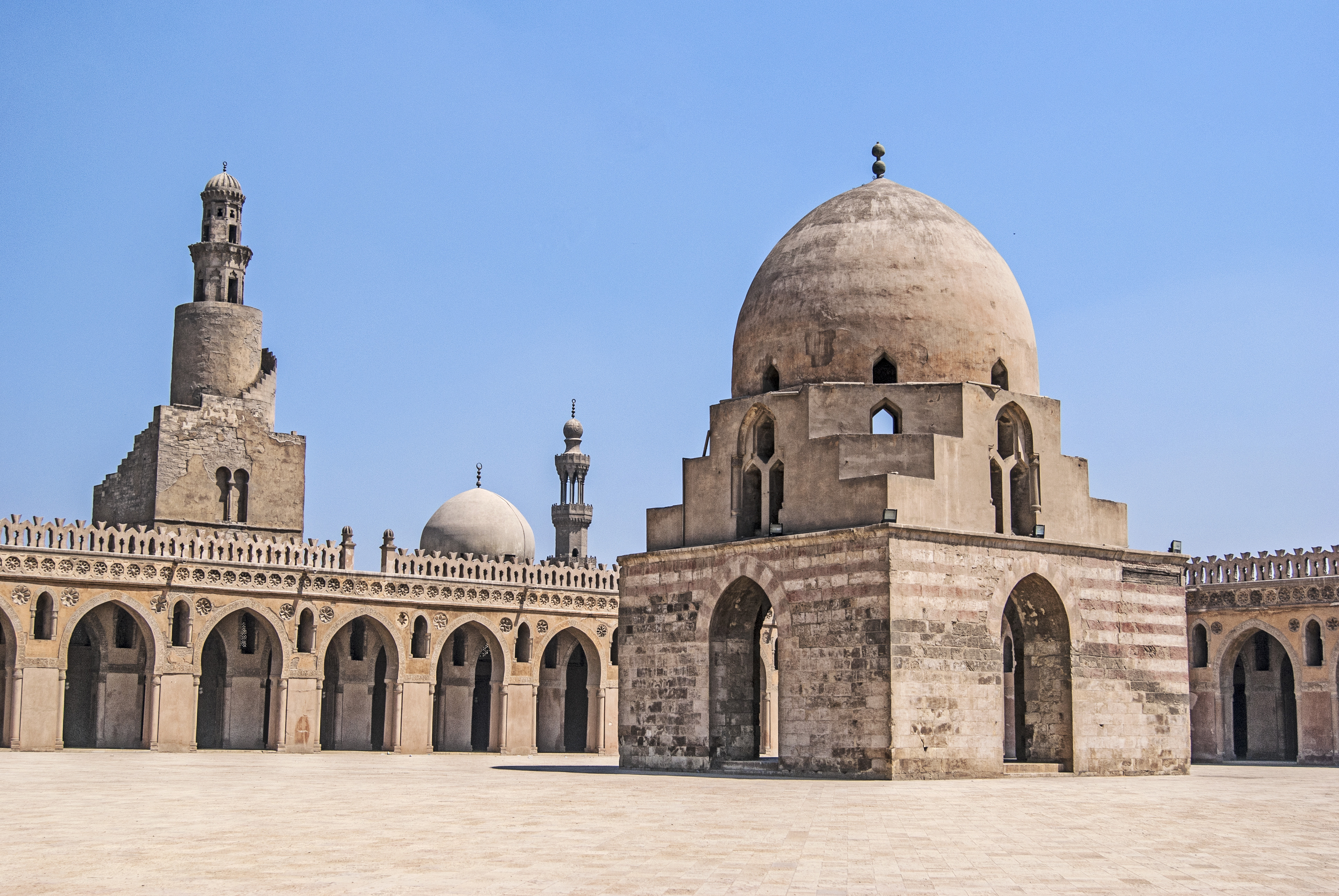
مسجد ابن طولون ، أقدم مسجد في القاهرة

ثقافة القاهرة

### فنون في القاهرة

#### عمارة القاهرة
- المباني في القاهرة
  - أطول المباني بالقاهرة
- العمارة السكنية بالقاهرة التاريخية

#### سينما القاهرة
- معهد القاهرة العالي للسينما
- مهرجان القاهرة السينمائي الدولي
  - مهرجان القاهرة السينمائي الدولي الرابع والثلاثون

#### موسيقى ورقصة القاهرة
- باليه القاهرة
  - مركز القاهرة للرقص المعاصر
  - شركة باليه أوبرا القاهرة
  - المعهد العالي للباليه
- المهرجانات الموسيقية والمسابقات في القاهرة
  - مؤتمر القاهرة للموسيقى العربية
- مدارس الموسيقى في القاهرة
  - بيت العود العربي
  - معهد القاهرة
- أماكن موسيقى في القاهرة
  - دار الاوبرا المصرية
  - دار الأوبرا الخديوية
- الفرق الموسيقية في القاهرة
  - أوركسترا القاهرة السيمفوني
- موسيقيون من القاهرة
  - جمال عبد الرحيم
  - راجح داود
  - يوسف جريس

#### الفنون البصرية بالقاهرة
- الفن العام في القاهرة
  - نهضة مصر

مطبخ القاهرة
- فول مدمس

الأحداث في القاهرة
- معرض القاهرة الدولي للكتاب

لغات القاهرة
- أكاديمية اللغة العربية بالقاهرة
- عربي
- القبطية

الإعلام في القاهرة
- صحف في القاهرة
  - الأهرام
  - مصر اليوم
- الإذاعة والتلفزيون في القاهرة
  - الاذاعة المصرية

مشاهير من سكان القاهرة
- سكان القاهرة
  - بطرس بطرس غالي
  - نجيب محفوظ
  - رولاند مورينو

### الدين في القاهرة
الدين في القاهرة
- الإسلام السني
- الأرثوذكسية الشرقية
  - الكنيسة القبطية الأرثوذكسية بالإسكندرية

### الرياضة في القاهرة
الرياضة في القاهرة
- كرة القدم في القاهرة
  - اتحاد كرة القدم في القاهرة
    - ديربي القاهرة
      - الأهلي
      - نادي الزمالك
- المسابقات الرياضية في القاهرة
  - كأس الأمم الأفريقية 2006
  - دورة الألعاب العربية 2007
  - رالي قصر الفراعنة
- الملاعب الرياضية في القاهرة
  - استاد 30 يونيو
  - قاعة الاهلي الرياضية
  - استاد السلام
  - استاد القاهرة الدولي
  - استاد الكلية الحربية

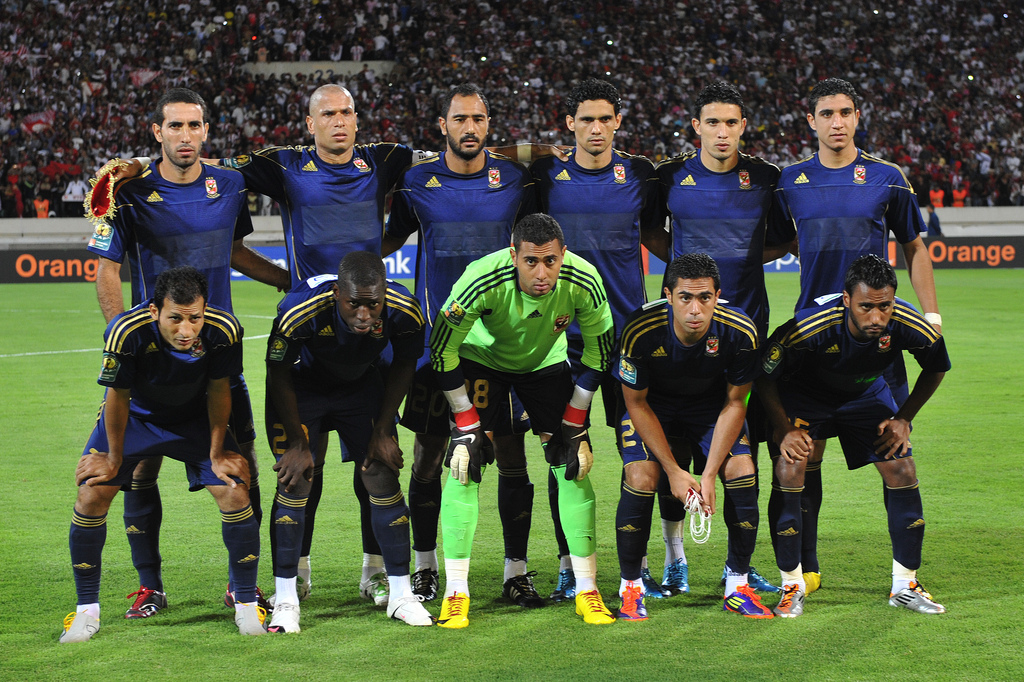
فريق الأهلي في 2011

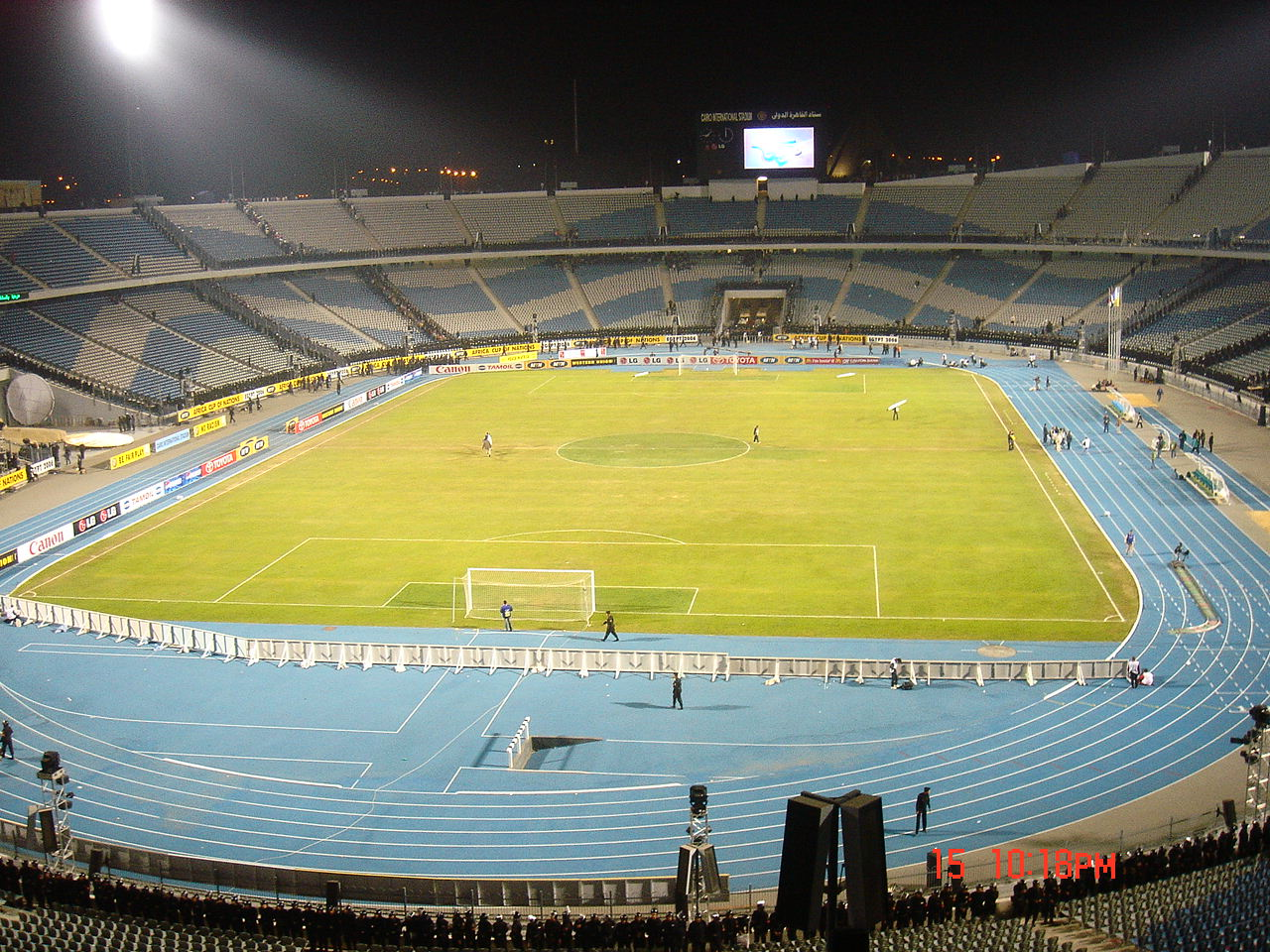
استاد القاهرة الدولي

  - مجمع الصالات المغطاة باستاد القاهرة الدولي

## الاقتصاد والبنية التحتية للقاهرة

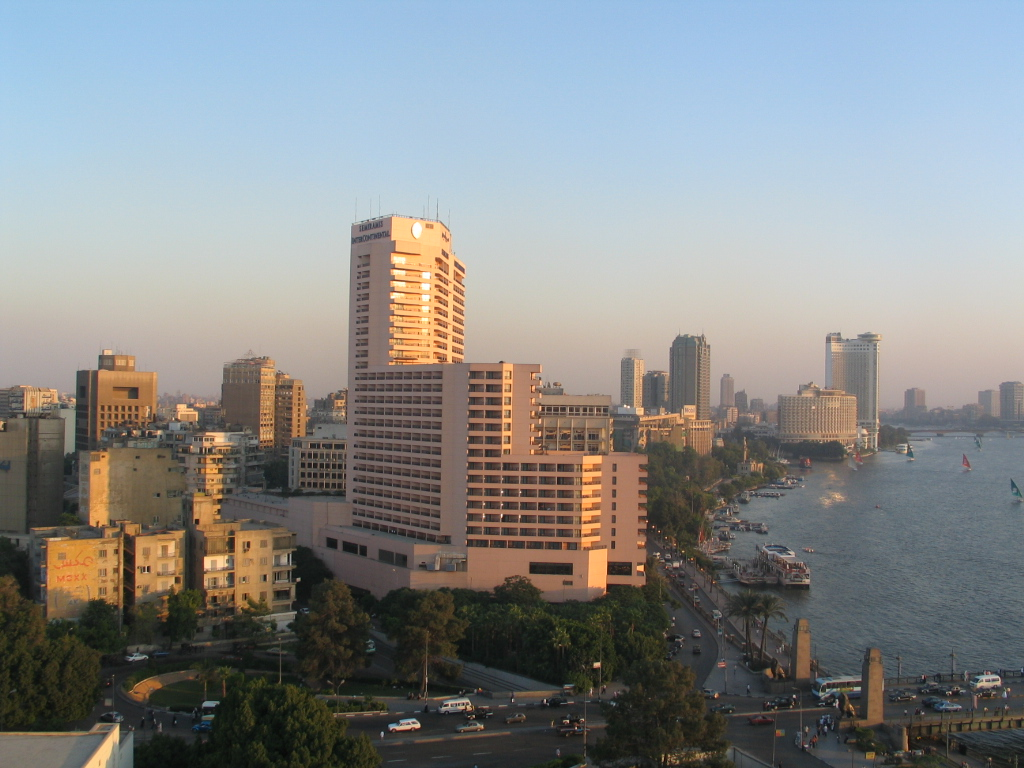
فندق سميراميس إنتركونتيننتال

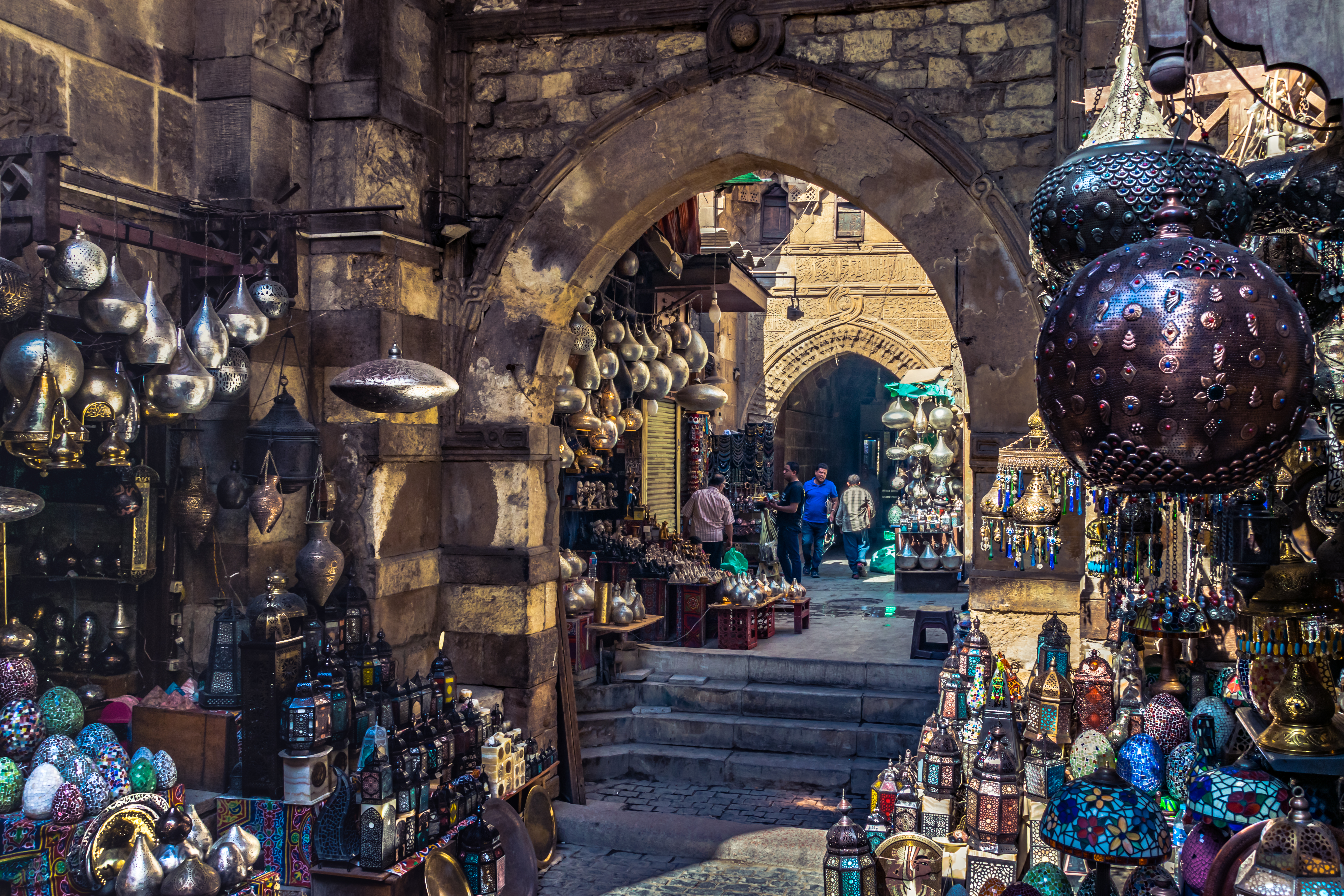
السوق الرئيسي في المركز التاريخي للقاهرة الإسلامية ، خان الخليلي

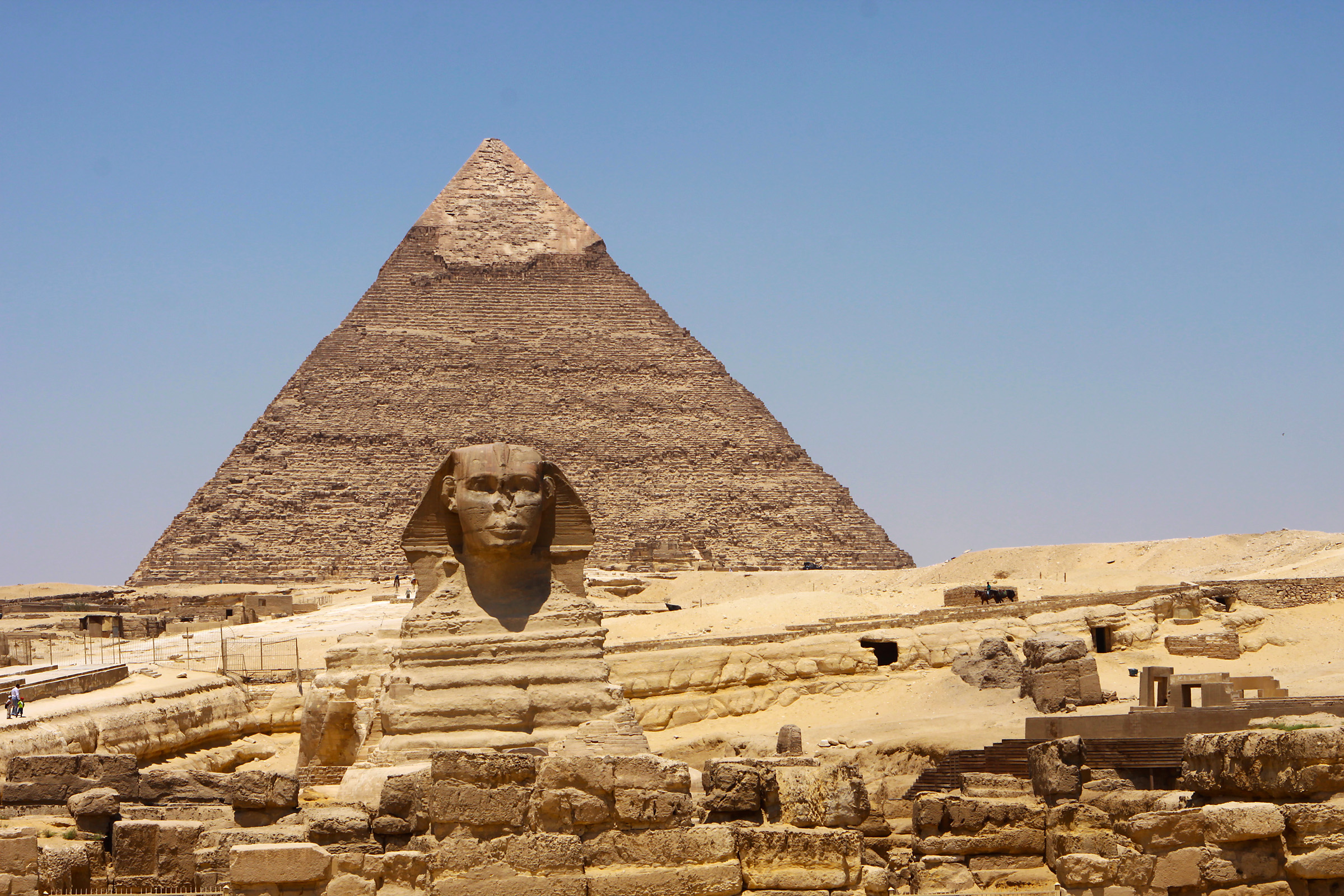
مجمع أهرانات االجيزة ، أحد أكثر المعالم السياحية شعبية

اقتصاد القاهرة
- الشركات في القاهرة
  - مجموعة غبور
- خدمات مالية في القاهرة
  - بنك القاهرة
- فنادق ومنتجعات في القاهرة
  - فندق ماريوت القاهرة
  - فندق الجزيرة شيراتون
  - فيرمونت نايل سيتي
  - فندق جراند نايل تاور
  - فندق ماريوت مينا هاوس
  - فندق سميراميس إنتركونتيننتال
  - فندق شبرد
  - فندق وندسور
- المطاعم والمقاهي في القاهرة
  - مقهى ريتشي
- مراكز التسوق والأسواق في القاهرة
  - خان الخليلي
  - مول مصر
  - طيبة مول
- السياحة في القاهرة
  - مناطق الجذب السياحي في القاهرة
    - مجمع أهرامت الجيزة

### النقل في القاهرة

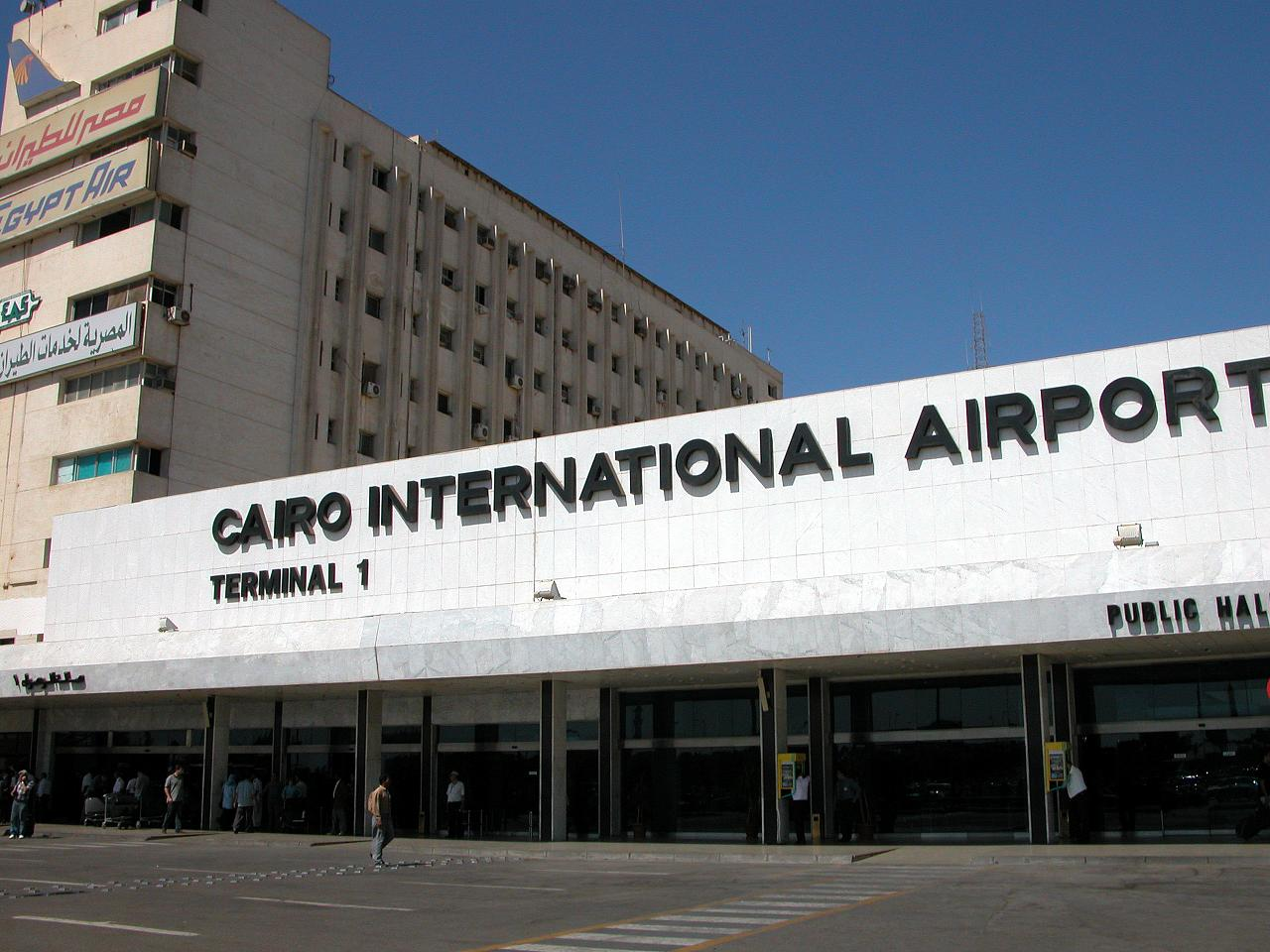
مطار القاهرة الدولي ، أكثر المطارات ازدحاما في مصر

النقل في القاهرة
- النقل الجوي في القاهرة
  - المطارات في القاهرة
    - مطار القاهرة الدولي
- النقل البري في القاهرة
  - الحافلات في القاهرة
  - الطرق في القاهرة
    - الطريق الدائري

#### النقل بالسكك الحديدية في القاهرة

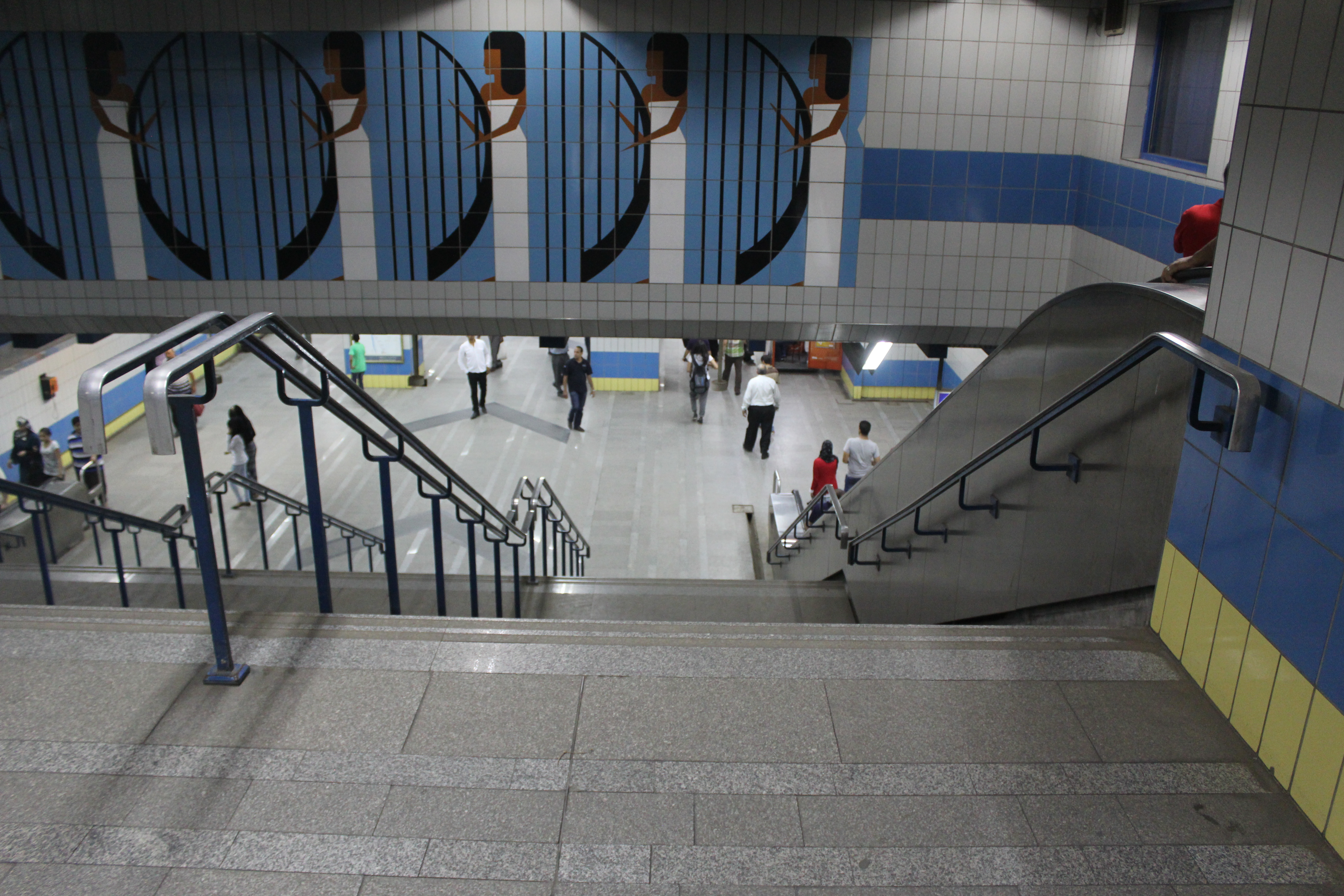
مترو القاهرة ، الأول من نوعه من أنظمة المترو الكاملة في إفريقيا

النقل بالسكك الحديدية في القاهرة
- مترو القاهرة
  - خطوط
    - الخط الأول لمترو القاهرة
    - الخط الثانى لمترو القاهرة 2
    - الخط الثالث لمترو القاهرة.

  - قائمة محطات مترو القاهرة
    - العباسية
    - المرج
- محطات السكك الحديدية في القاهرة
  - محطة رمسيس
- ترام القاهرة

## التعليم في القاهرة
التعليم في القاهرة
- المكتبات في القاهرة
  - دار الكتب والوثائق القومية (مصر)
- الجامعات والكليات في القاهرة
  - جامعة القاهرة
  - الجامعة الفرنسية في مصر
  - الجامعة الألمانية بالقاهرة

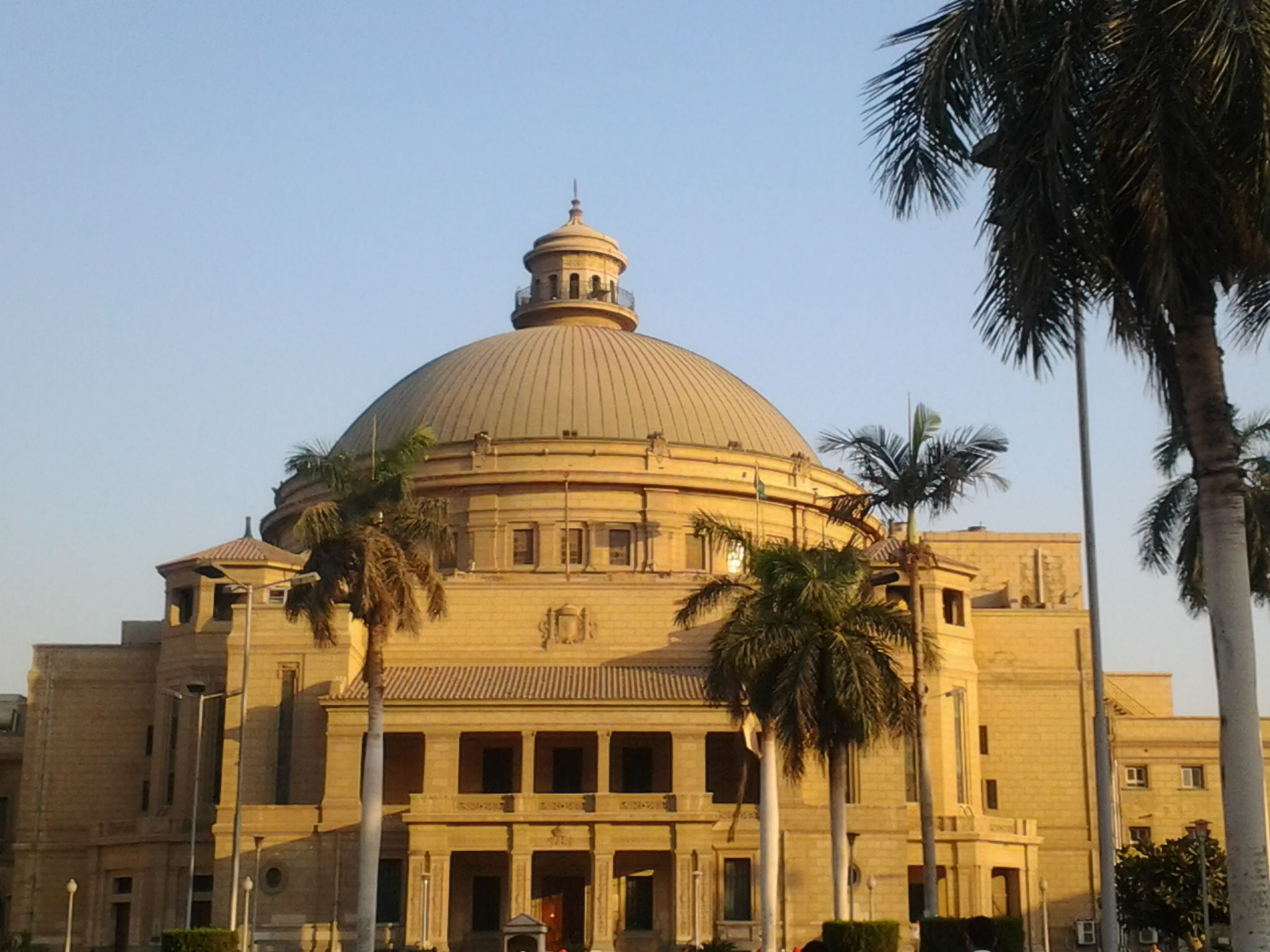
المبنى الرئيسي لجامعة القاهرة

  - جامعة أكتوبر للعلوم الحديثة والآداب

## الرعاية الصحية في القاهرة

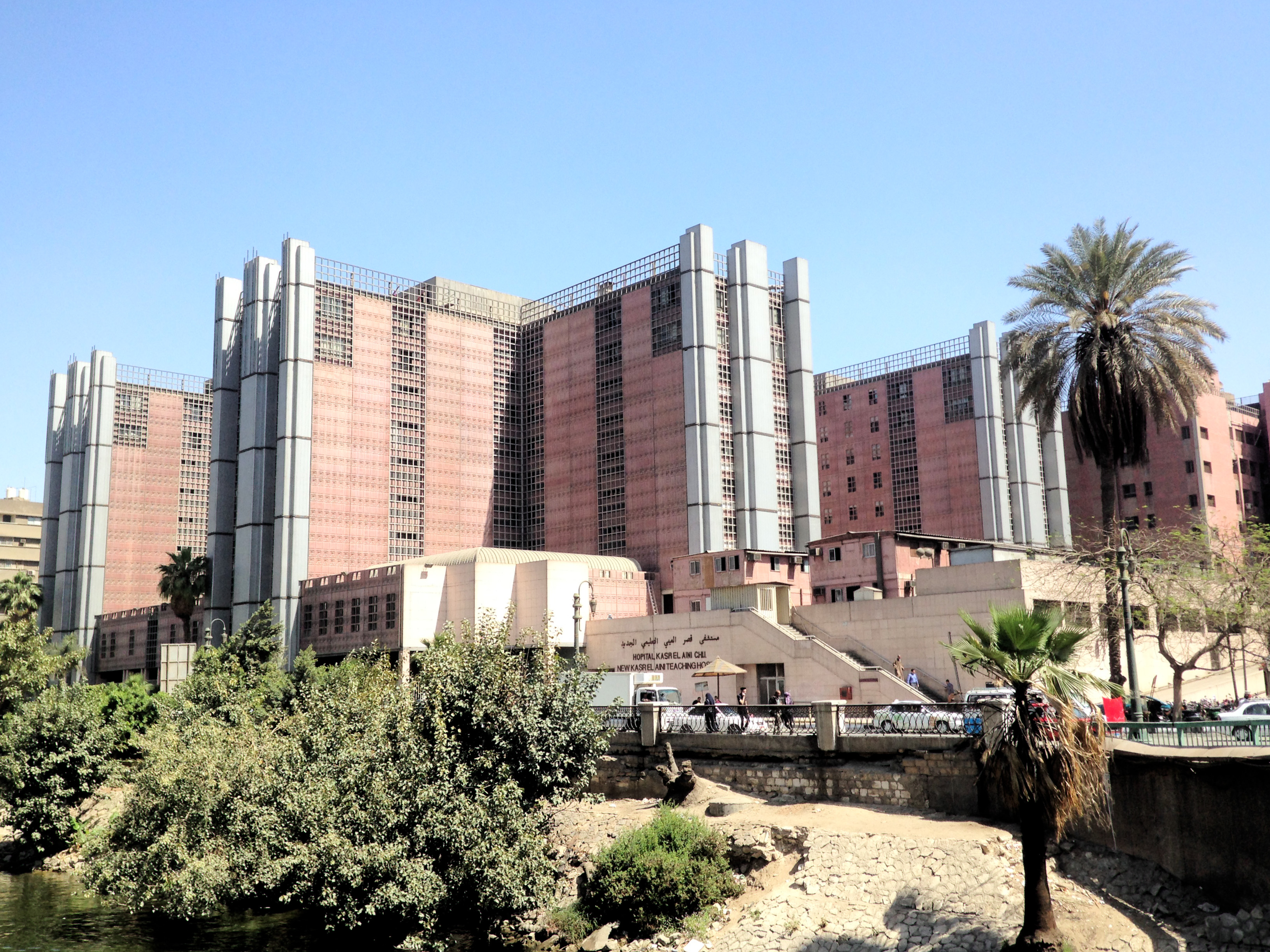
مستشفى قصر العيني

الرعاية الصحية في القاهرة
- مستشفيات في القاهرة
  - مستشفى 57357
  - المستشفى القبطي
  - مستشفى منشية البكري
  - مستشفى النيل بدراوي
  - مستشفى قصر العيني

## روابط خارجية
أطلس ويكيميديا حول Cairo